# Протесты в России (2017—2018)
Антикоррупцио́нные проте́сты 2017—2018 годо́в в Росси́и — серия массовых митингов, акций протеста и демонстраций в Российской Федерации с требованиями пресечения коррупции в правительстве России, сменяемости власти. Протесты были организованы оппозиционным лидером Алексеем Навальным и возглавляемым им «Фондом борьбы с коррупцией».
Акции протеста и демонстрации против коррупции в правительстве России начались в марте 2017 года после выхода на экраны фильма Фонда борьбы с коррупцией Алексея Навального «Он вам не Димон», посвящённого премьер-министру Дмитрию Медведеву. В дальнейшем митинги приобрели антипутинскую направленность, основным требованием стала сменяемость власти и отстранение Владимира Путина от должности президента России.

## Протесты марта 2017
Акции протеста против коррупции в высших эшелонах российской власти прошли 26 марта 2017 года в виде митингов, шествий и одиночных пикетов в 100 городах России. Поводом для их проведения стало отсутствие должной реакции властей на фильм-расследование Фонда борьбы с коррупцией «Он вам не Димон», рассказывающий о предполагаемых коррупционных связях председателя правительства РФ Дмитрия Медведева.
По оценке ряда зарубежных, российских СМИ и Европарламента, это были крупнейшие акции протеста в России со времён протестов 2011—2013 годов, с большим количеством задержанных. В протестах учёными и журналистами отметилась высокая доля участия молодёжи.
Ряд членов Совета по правам человека при президенте Российской Федерации подписали заявление (большинство членов совета это заявление не подписали), в котором заявили что действия полиции в отношении участников массовых акций не были корректными, а отказы властей согласовать мероприятия в большинстве случаев были немотивированными.
Социологические опросы, проведённые после выхода фильма-расследования и акций протеста, показали снижение рейтинга доверия населения к Дмитрию Медведеву.

### Предыстория и подготовка мероприятия
2 марта 2017 года Фонд борьбы с коррупцией, основанный Алексеем Навальным, опубликовал фильм-расследование «Он вам не Димон». В фильме утверждается, что председатель правительства РФ Дмитрий Медведев возглавляет многоуровневую коррупционную схему: через благотворительные фонды и организации, юридически оформленные на доверенных лиц Медведева (включая родственников и однокурсников), он владеет многомиллиардной недвижимостью, приобретённой на деньги олигархов и кредиты государственных банков. В частности, в фильме утверждается, что Медведев незаконно владеет «огромными участками земли в самых элитных районах, распоряжается яхтами, квартирами в старинных особняках, агрокомплексами и винодельнями в России и за рубежом».
14 марта Алексей Навальный, после ознакомления с сюжетом Дмитрия Киселёва, сообщил, что «без митинга мы не обойдёмся». Навальный заявил, что ответ правительства РФ мало кого удовлетворил, и призвал своих сторонников в различных российских городах провести 26 марта уличные акции. На этот призыв откликнулись жители ста российских городов, а также четырёх городов за рубежом: Лондона, Праги, Базеля и Бонна.
По данным пресс-секретаря Навального Киры Ярмыш, проведение протестных акций удалось согласовать с местными властями в двадцати пяти российских городах: Барнауле, Волжском, Воронеже, Гатчине, Ижевске, Иркутске, Йошкар-Оле, Казани, Калуге, Кирове, Магнитогорске, Новокузнецке, Омске, Оренбурге, Пензе, Перми, Петрозаводске, Сочи, Ставрополе, Тамбове, Томске, Тюмени, Уфе и Чите. В Иванове митинг не был согласован городской администрацией. Но суд постановил, что согласования с администрацией не требовалось, и признал митинг законным. Позднее стало известно, что митинги протеста удалось согласовать также в Новосибирске и Ростове-на-Дону. В ряде городов, наконец, митинги были запланированы в местных «гайд-парках», где согласование не требовалось.
Во многих городах местные власти отказались согласовывать проведение протестных акций. Как правило, причиной отказа называлось проведение в это же время на заявленных местах других мероприятий, в некоторых случаях весьма необычных. В Саранске и Владивостоке организаторы столкнулись с противодействием правоохранительных органов. В Екатеринбурге акция против коррупции была запрещена как подрывающая конституционный строй — решение об этом приняли власти Свердловской области, поскольку с 2015 года администрация Екатеринбурга была лишена полномочий по согласованию публичных акций в городе. При этом глава Екатеринбурга Евгений Ройзман поддержал вышедших на митинг.

### Москва
В Москве заявка на проведение шествия и митинга в центре города была подана Навальным 14 марта. 18 марта он получил ответ мэрии Москвы о невозможности проведения заявленного мероприятия в указанном месте. Навальный, ссылаясь на постановление Конституционного суда от 14 февраля 2013 г. № 4-П, приравнивающее отказ в проведении митинга без предложения альтернативного места его проведения к согласованию митинга в заявленном месте, заявил о законности проведения митинга в центре Москвы. 22 марта, после истечения трёхдневного срока, предусмотренного ст. 12 ч. 1 п. 2 закона о митингах, московские власти предложили провести акцию в гайд-парке «Сокольники» или на улице Перерва в местечке Марьино. Навальный вновь выразил намерение провести акцию в центре города, отметив, что столичные власти уже нарушили закон, не предложив площадку в трёхдневный срок, а значит, мероприятие следует считать де-юре согласованным. При этом он предложил пришедшим на Тверскую «погулять» по улице, выйдя из любой станции метро. Он также пообещал помочь всем задержанным с подачей жалоб в ЕСПЧ, на основании которых можно будет ещё и «заработать денег».
ГУ МВД России по г. Москве, пресс-секретарь президента Дмитрий Песков и прокуратура Москвы заявили о незаконности акции. ГУ МВД России по г. Москве опубликовало сообщение с призывом к москвичам не присоединяться к акции.

### Ход событий и количество участников
Показать/скрыть города с менее чем
2000 участников (по максимальной оценке)
| Город проведения акции | Наличие согласования | Число участников            | Примечания                                                                                |
| ---------------------- | -------------------- | --------------------------- | ----------------------------------------------------------------------------------------- |
| Альметьевск            | Нет                  | 1—30                        | Meduza; Олеся Можаева (интернет-издание «Телеграф»)                                       |
| Армавир                | ?                    | 2—50                        | Meduza;                                                                                   |
| Архангельск            | Нет                  | 250—300—350—400             | Meduza; Алексей Морозов («Двина-Информ»)                                                  |
| Астрахань              | Нет                  | 200—300                     | Meduza; Интернет-издание «Арбуз»                                                          |
| Балашиха               | ?                    | 100—150                     | Meduza                                                                                    |
| Барнаул                | Нет                  | 150—300—500                 | Meduza; Алтапресс                                                                         |
| Белгород               | ?                    | 150—300+                    | Meduza; Игорь Ермоленко (go31.ru — Сайт города Белгорода)                                 |
| Бердск                 | Нет                  | 40                          | Meduza; Галина Жильцова (berdsk-online.ru — Городской портал города Бердска)              |
| Бийск                  | ?                    | 100+                        | Meduza; Александр («Мой Бийск»)                                                           |
| Благовещенск           | Нет                  | 50                          | Meduza; ИА «Амур.инфо»                                                                    |
| Брянск                 | ?                    | 120—300—350                 | Meduza; «БрянскToday»                                                                     |
| Великий Новгород       | Нет                  | 20-30                       | Meduza; ИА «Великий Новгород»                                                             |
| Владивосток            | Нет                  | 180—2000                    | Meduza; Валерия Федоренко (Newsvl.ru)                                                     |
| Владимир               | Не требовалось       | 200—500                     | Meduza; Сергей Головинов (Зебра-ТВ)                                                       |
| Волгоград              | Нет                  | 250—800—2000                | Meduza; Андрей Серенко («Независимая газета»)                                             |
| Волжский               | Да                   | 200                         | Meduza; Волгоградское деловое телевидение                                                 |
| Вологда                | Да                   | От 200 до 400—500           | Meduza; newsvo.ru; vologda-poisk.ru                                                       |
| Воронеж                | Да                   | 300—1000—2000               | Михаил Жеребятьев («Радио Свобода»)                                                       |
| Воткинск               | Нет                  | 5                           | Михаил Красильников (интернет-газета «ДЕНЬ.org»)                                          |
| Гатчина                | Спорно               | 7—20—50                     | Meduza; 47 новостей (47 news)                                                             |
| Екатеринбург           | Нет                  | 1000—3000—5000              | Meduza; РИА «Новый День»                                                                  |
| Иваново                | Не требовалось       | 200—400—800—850             | Meduza; Евгений Нипот (Ivanovonews.ru)                                                    |
| Ижевск                 | Да                   | 500—1000—1200               | Meduza; «ИжевскИнфо»                                                                      |
| Иркутск                | Да                   | 300—600—1000-1324           | Meduza; Екатерина Вертинская (Радио Свобода)                                              |
| Искитим                | Нет                  | 20—40                       | Meduza;Весь Искитим                                                                       |
| Йошкар-Ола             | Да                   | 30—70—100                   | Meduza; Дмитрий Любимов (интернет-журнал «7x7»), Анна Пауль (Портал «Pro Город»)          |
| Казань                 | Спорно               | 1500                        | Мария Юдкевич (Вечерняя Казань)                                                           |
| Калининград            | Нет                  | От 200 до не менее 500—600  | Meduza; УМВД по Калининградской области и РБК                                             |
| Калуга                 | Не требовалось       | 300                         | Елена Французова (Комсомольская правда — Калуга)                                          |
| Качканар               | Нет                  | Примерно 30—40              | Юлия Кравцова и Лариса Плесникова («Новый Качканар»)                                      |
| Кемерово               | Нет                  | 150—250                     | Meduza; Интерфакс (со ссылкой на пресс-службу городской администрации)                    |
| Киров                  | Да                   | 100—300—400                 | Meduza                                                                                    |
| Комсомольск-на-Амуре   | Нет                  | 300—500                     | Meduza; Сетевое издание «KMS»                                                             |
| Кострома               | Нет                  | 200+                        | Алексея Молоторенко (интернет-журнал «7x7»)                                               |
| Краснодар              | Нет                  | 300—1000                    | Meduza; «Югополис»                                                                        |
| Красноярск             | Не требовалось       | 450—1000—1500               | Meduza; «7 канал Красноярск»; Алёна Аракчеева («Проспект мира»)                           |
| Курган                 | Нет                  | 80—300                      | Meduza; Анастасия Гейн (Znak.com)                                                         |
| Курск                  | Нет                  | 50—100—150                  | Meduza; Денис Шайкин (Московский комсомолец-Черноземье)                                   |
| Липецк                 | Не требовалось       | 50—70                       | Мария Полякова (Комсомольская правда-Липецк) и Лия Мурадьян (Комсомольская правда-Липецк) |
| Магнитогорск           | Нет                  | 500                         | Meduza; Александр Дыбин (Znak.com)                                                        |
| Махачкала              | Нет                  | 50—100—150                  | Meduza; «Открытая Россия»                                                                 |
| Москва                 | Спорно               | От 7000—8000 до 25000—30000 | Meduza; Надежда Карнаухова и Анна Трунина (РБК)                                           |
| Мурманск               | Не требовалось       | 110—200                     | Информационное агентство «Би-порт»                                                        |
| Набережные Челны       | Нет                  | 200                         | Meduza; Газета «Челны ЛТД»                                                                |
| Нижневартовск          | ?                    | 92—150                      | Meduza                                                                                    |
| Нижний Новгород        | Нет                  | От 400 до около 1000—3000   | Meduza; Роман Кряжев (Коммерсантъ)                                                        |
| Нижний Тагил           | Нет                  | 200—300                     | АН «Между строк»                                                                          |
| Новокузнецк            | Да                   | 100—200                     | Meduza; Городская электронная газета «Новокузнецк»                                        |
| Новосибирск            | Да                   | 1500—2000—4000              | Meduza; ФедералПресс                                                                      |
| Обнинск                | ?                    | 70                          | Обнинск-поиск                                                                             |
| Омск                   | Не требовалось       | 450—2000+                   | Meduza; «Открытая Россия»                                                                 |
| Орёл                   | Нет                  | 100—200—300                 | ИА «Инфо-Сити», сайт InfoOrel.ru                                                          |
| Орск                   | Не требовалось       | 25—200—450                  | Meduza; сайт prooren.ru                                                                   |
| Оренбург               | Да                   | 200—400                     | Meduza; Prooren.ru                                                                        |
| Пенза                  | Да                   | 300—400                     | Meduza; Первый пензенский портал                                                          |
| Пермь                  | Да                   | 1000—3000                   | Meduza; Росбалт                                                                           |
| Петрозаводск           | Нет                  | 250—300—400                 | Meduza; «Черника» — онлайн-журнал для остроты общественно-политического зрения            |
| Псков                  | Нет                  | 90—100                      | Meduza; Андрей Рысев (MR7.ru — информационно-новостной портал)                            |
| Ростов-на-Дону         | Спорно               | 1000—1500                   | Meduza; Газета «ПИК»; «Комсомольская правда»                                              |
| Рязань                 | Нет                  | 300—350—400                 | Meduza; Рязанский деловой портал «YA62.RU»                                                |
| Самара                 | Нет                  | 500—600—1000—2000           | Meduza; Евгения Васина (Комсомольская правда), Айна Утибаева (Московский комсомолец)      |
| Санкт-Петербург        | Нет                  | 3000—6000—10000             | Meduza; Lenta.ru                                                                          |
| Саратов                | Нет                  | 400—3000                    | Meduza; Радио Свобода; Четвёртая власть                                                   |
| Саранск                | Нет                  | 1—50—70                     | Meduza; газета «Столица С»                                                                |
| Сергиев Посад          | Нет                  | 100                         | Андрей Мардасов (Газета «Копейка»)                                                        |
| Севастополь            | Нет                  | 1—3                         | Meduza; Давид Аксельрод (Радио Свобода)                                                   |
| Симферополь            | Нет                  | 2—10—12                     | Meduza; Давид Аксельрод (Радио Свобода)                                                   |
| Смоленск               | Нет                  | 1000                        | Meduza; Keytown.me                                                                        |
| Сочи                   | ?                    | 200—300                     | «Юга.ру»                                                                                  |
| Ставрополь             | Да                   | 100—150—200                 | Meduza; Информационное агентство «Мангазея»                                               |
| Старый Оскол           | Не требовалось       | 35—40—50—100                | Meduza; Лариса Чащина (Новости Оскола)                                                    |
| Сыктывкар              | Нет                  | 300                         | Meduza; Максим Поляков и Елена Соловьёва (интернет-журнал «7x7»)                          |
| Тамбов                 | Нет                  | Менее 50 — 150—200          | Meduza; Антон Веселовский (Твой Тамбов); Новый Тамбов                                     |
| Тверь                  | Нет                  | 150—400+                    | Meduza; Твоё информационное агентство (ТИА)                                               |
| Тольятти               | Нет                  | 350-500—1000-1500           | Meduza; Информационный портал Самарской области citytraffic.ru                            |
| Томск                  | Да                   | 400—1500                    | Meduza; Юлия Корнева (ТВ2)                                                                |
| Тула                   | Нет                  | 180—250—400—500             | Meduza; ИА «Тульские новости»                                                             |
| Тюмень                 | Да                   | 120—300—870—1000            | Meduza; Tumix.ru, Дания Гайсина (Kasparov.ru)                                             |
| Улан-Удэ               | Нет                  | 1                           | ИА «Байкал Медиа Консалтинг»                                                              |
| Ульяновск              | Нет                  | 300—550                     | Meduza; Информационный портал misanec.ru                                                  |
| Уфа                    | Да                   | 250—1500                    | Meduza; Ильдар Ахмадеев, Рустем Ахунов (Комсомольская правда)                             |
| Ухта                   | Нет                  | 50—70—200                   | Meduza; Виктор Иванов (интернет-журнал «7x7»)                                             |
| Хабаровск              | Нет                  | 100—500—1000                | Meduza; АмурПресс                                                                         |
| Чебоксары              | Нет                  | 500—1000                    | Meduza; «Мой город Чебоксары»                                                             |
| Челябинск              | Нет                  | 850—1000—2000               | Meduza; Александр Дыбин (Znak.com)                                                        |
| Череповец              | ?                    | 100—500                     | newsvo.ru; «Череповецкая истина»                                                          |
| Чита                   | Да                   | 100—150                     | Meduza; Ксения Зимина (ИА Чита.ру)                                                        |
| Южно-Сахалинск         | Нет                  | 150—200                     | Meduza; citysakh.ru                                                                       |
| Якутск                 | Не требовалось       | 40—50                       | yakutsk.ru                                                                                |

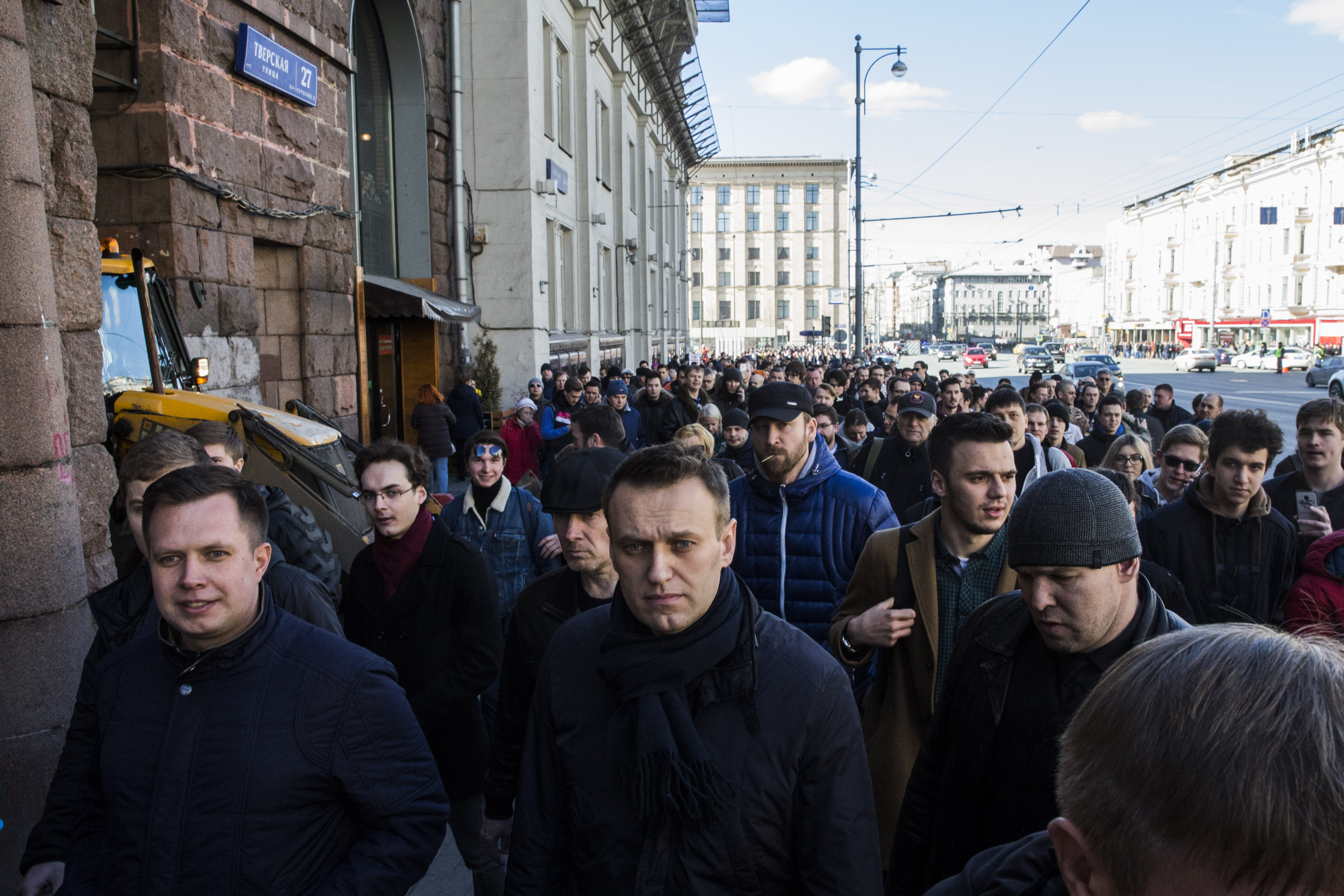
Алексей Навальный 26 марта 2017 года на Тверской улице в Москве

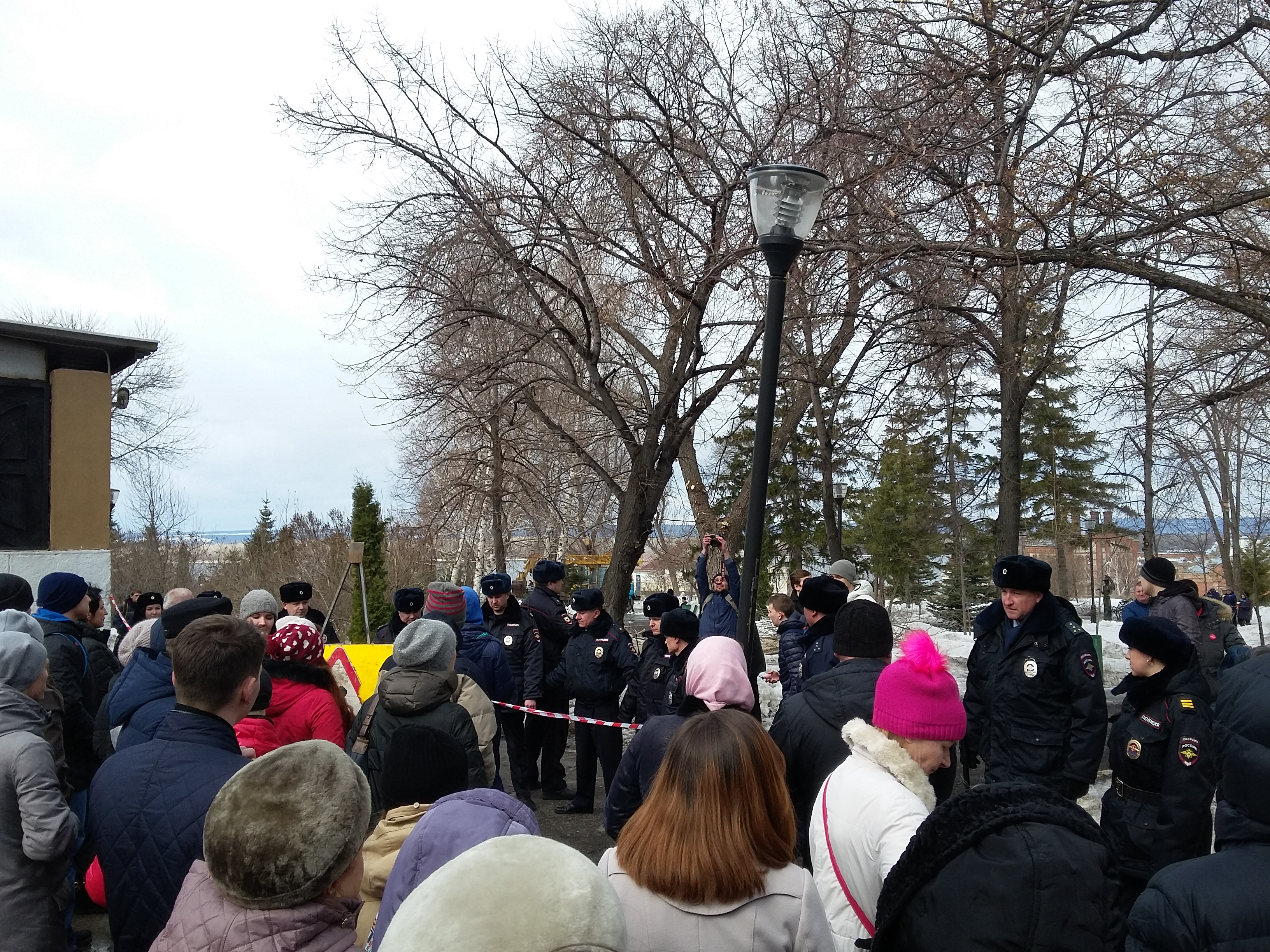
Перекрытие полицией места проведения митинга в Самаре

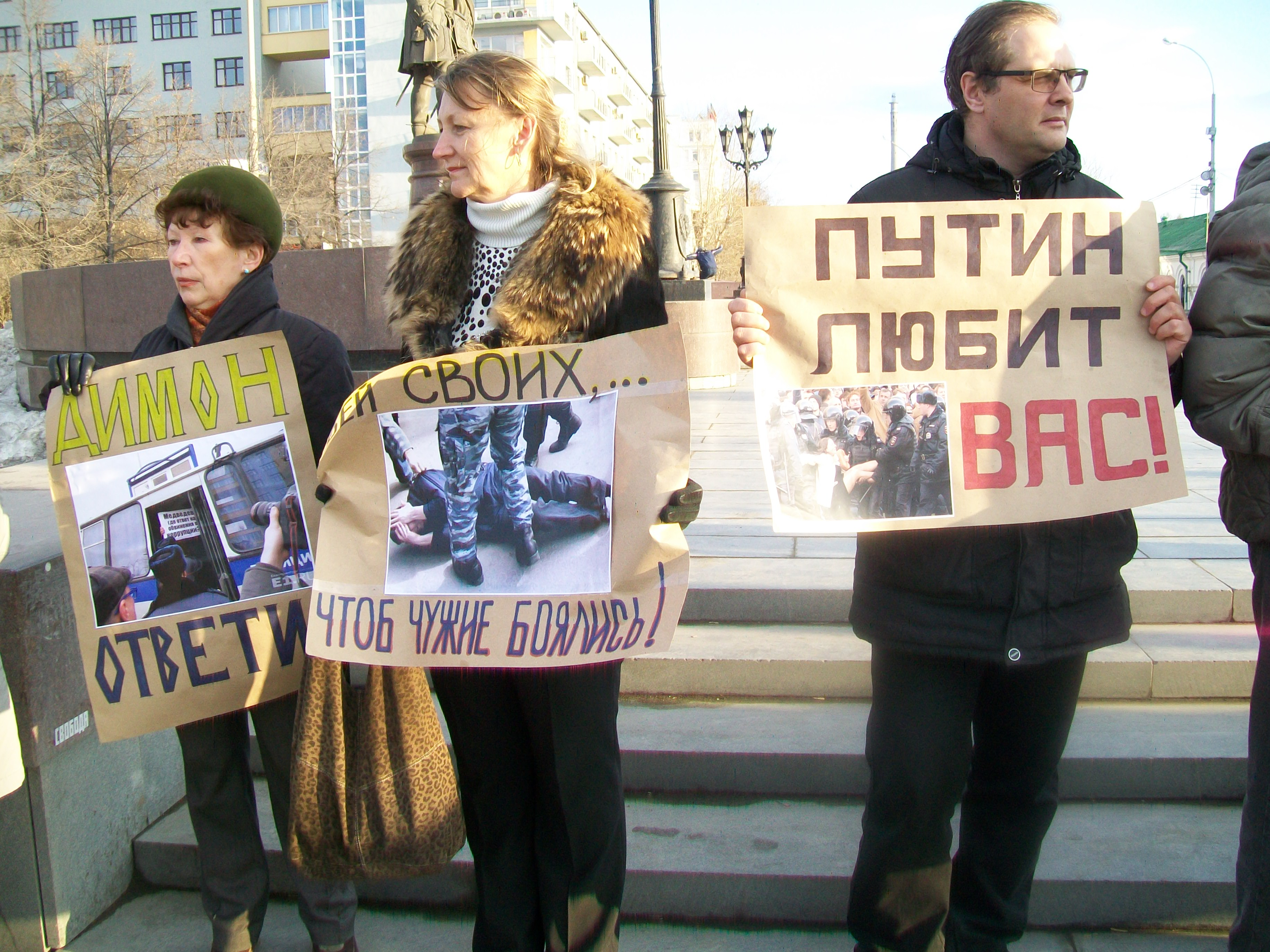
Пикетчики в Екатеринбурге с плакатами о разгоне протестных акций 26 марта 2017 года

Митинги и шествия во всех городах начались в 1400 по местному времени (кроме Екатеринбурга, где митинг начался в 1300). Через YouTube сотрудником ФБК Леонидом Волковым, находящимся в московском офисе ФБК, велась прямая трансляция акций протеста. По словам пресс-секретаря Навального Киры Ярмыш, на протестные акции в целом по стране вышло не менее 150 тысяч человек, а по оценке интернет-издания Meduza — от 36 до 88 тысяч, из которых задержанными оказались порядка 1700—1800 человек. 28 апреля Алла Фролова в интервью «Новой газете» сообщила, что в Москве за участие в акции 26 марта в общей сложности было задержано 1045 человек. 13 апреля Басманный суд Москвы арестовал на два месяца четырёх участников акции 26 марта, которым инкриминируется «применение насилия в отношении представителя власти» (статья 318 УК РФ). По оценке ряда зарубежных и российских СМИ и Европарламента, это были крупнейшие акции протеста в России со времён протестов 2011—2013 годов, с большим количеством задержанных.
Символами протестов стали утки (отсылка к домику уточки на даче Медведева под Плёсом) и кроссовки (отсылка к кроссовкам Медведева, документы о покупках которых, по утверждению ФБК, помогли раскрыть коррупционную схему председателя правительства).

### Москва
В Москве перед началом акции власти с помощью грузовиков превентивно перекрыли подходы к Кремлю со стороны Васильевского Спуска и Манежной площади; на Тверской улице вдоль тротуаров было выставлено оцепление, состоявшее, по большей части, из солдат срочной службы. С самого начала акции полиция начала задерживать наиболее активных протестующих. Толпа скандировала лозунги «Это наш город», «Россия без Путина», «Россия будет свободной», кричала «Позор!» представителям силовых структур и аплодировала задержанным. По данным ГУ МВД России по г. Москве, в столичном митинге участвовало 7—8 тысяч человек. А пресс-секретарь Навального Кира Ярмыш заявила журналистам газеты «РБК», что на улицы в Москве вышло 25—30 тысяч человек. В свою очередь, журналист Александр Амзин высказал мнение, что в акции приняло участие не менее 15 тыс. человек.
Через 15 минут после начала протестов полиция задержала Навального. Число задержанных в Москве получило различные оценки — от пятисот до более чем тысячи. Кроме того, по данным «Интерфакс», среди них было 46 несовершеннолетних. Задержанные полицией активисты привлекались к административной ответственности в виде штрафов и арестов от четырёх до двадцати пяти суток. По мнению ряда членов Совета по правам человека при Президенте Российской Федерации, выраженному в заявлении «О митингах и демонстрациях в ряде городов Российской Федерации 26 марта 2017 г.», действия полиции не были корректными, а отказы властей согласовать мероприятия в большинстве случаев были немотивированными.

Офис ФБК был опечатан и взят под охрану полицией, а все сотрудники фонда были задержаны. Сотрудники фонда получили штрафы или административные аресты от 5 до 10 суток по обвинению в невыполнении требования полицейских (согласно протоколам, активисты отказались покинуть здание после сообщения о заложенной бомбе или пожаре). С вечера 26 марта офис фонда был блокирован полицией, в ходе проверки помещения изымавшей документы и технику.
В ходе акций пострадали двое полицейских: сотрудник 2-го оперативного полка ГУ МВД по Москве Евгений Гаврилов и командир первого батальона второго оперативного полка московской полиции Валерий Гоников. Первый получил черепно-мозговую травму и сотрясение мозга, в ходе встречи с председателем СПЧ Михаилом Федотовым тот пообещал помочь ему получить квартиру, второй дважды получил в лицо кулаком. Как отмечают журналисты, в 2015 году в ходе «Болотного дела» Гаврилов и Гоников давали показания против одного из подсудимых.

### Петрозаводск
По сообщению Союза журналистов Карелии, во время проведения акций на площади Кирова в Петрозаводске местный журналист Алексей Алексеев (творческий псевдоним Алексей Владимиров), снимая на видеокамеру смартфона задержание одного из протестующих, подвергся нападению со стороны одного из сотрудников полиции, ударившего его по лицу и по ноге. В связи со случившимся организация обратилась к министру внутренних дел Республики Карелия Дмитрию Сергееву с просьбой провести служебную проверку случившегося.

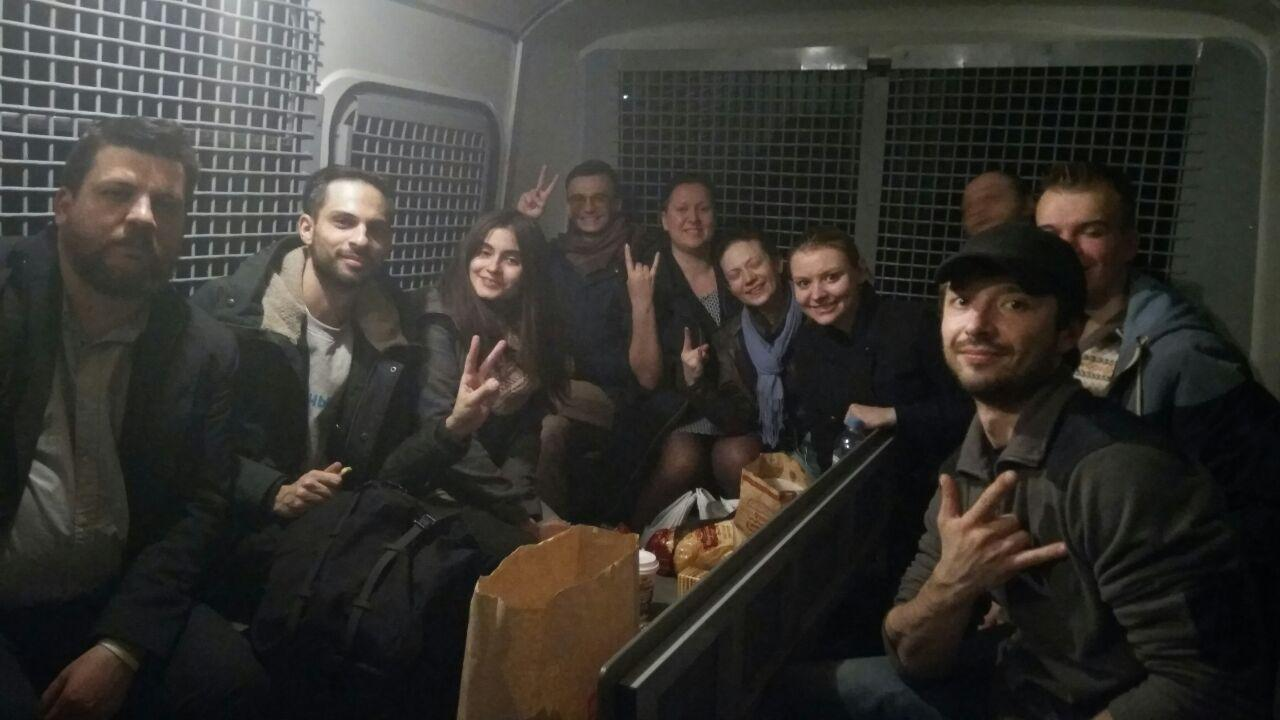
Сотрудники ФБК, волонтёры и сотрудники Newcaster.TV арестованные за неповиновение сотрудникам полиции (ст. 19.3) 26 марта 2017

### Информационное освещение
В офисе ФБК были задержаны 20 сотрудников фонда, которые вели из офиса фонда трансляцию о протестных акциях. Им вменяются административные правонарушения по ст. 19.3 КоАП РФ (неповиновение сотрудникам полиции). Количество зрителей трансляции превышало 170 тысячи человек. В офисе были проведены обыск и следственные действия по ст. 282 УК РФ (возбуждение ненависти либо вражды, а равно унижение человеческого достоинства).
Сабурова Ольга, обозреватель отдела культуры и ТВ газеты Собеседник, заметила что «Первый канал», «Россия-1», «НТВ» молчали о происходящем в своих новостных и аналитических программах. Федеральные телеканалы только с 29 марта начали сообщать о прошедших протестах.
Единственное исключение сделал телеведущий Владимир Соловьёв, посвятивший протестам шестиминутный монолог (без упоминания Алексея Навального) в своей программе, вышедшей в эфир в вечерний воскресный прайм-тайм, один из пиков по телеаудитории. В то же время событие широко освещалось такими «авторитетными изданиями с большой аудиторией», как Ведомости, Коммерсантъ, РБК, Московский комсомолец, Meduza и Независимая газета.
Работа сервиса Яндекс.Новости подверглась критике в социальных сетях за то, что новости по данной теме не попадали на главную страницу «Яндекса», несмотря на большое число сообщений СМИ. «Яндекс» объяснял сложившуюся ситуацию слабым освещением события крупными СМИ, неспособностью алгоритма объединить в один сюжет события протестов в разных городах, а также тем что с января 2017 года на главной странице сервиса и в топе на главной «Яндекса» можно показывать только зарегистрированные СМИ.

### Реакция

#### В России
Пресс-секретарь российского президента Дмитрий Песков, отвечая 27 марта на вопрос журналистов, как Кремль будет реагировать на прошедшие митинги, сказал, что «это [была] запрещённая акция и именно так к ней нужно относиться». По словам Пескова, в Кремле уважают гражданскую позицию людей и право россиян высказывать её в согласованном с властями формате. Охарактеризовав заявления о законности акций «в некоторых местах, особенно в Москве», как провокацию и ложь, он заявил о том, что участвовавшим в митингах несовершеннолетним сулили «некие награды, призывая принять участие в несогласованной акции в несогласованном месте». По словам Пескова, «определённые подтверждения» этого будут предоставлены общественности, «если органы защиты правопорядка посчитают необходимым». 31 марта в утреннем телешоу Good Morning America на телеканале ABC News в интервью ведущему передачи Джорджу Стефанопулосу Песков объяснил состоявшиеся протестные акции нетерпимостью российского общества к коррупции. Он отметил, что хотя в некоторых городах митинги прошли в соответствии с действующим законодательством, тем не менее, в ряде других городов, включая Москву, не было согласования с органами местного самоуправления в установленном законом порядке, что означало незаконность протестных акций. По словам Пескова, это стало причиной «нескольких задержаний среди людей, участвующих в этих незаконных действиях», что, по его мнению, является повседневной практикой в любой стране. На вопрос об обвинениях Медведева в фильме Навального, Песков ответил, что доходы и расходы государственных чиновников благодаря подаваемым ими декларациям очень прозрачны для органов, отвечающих за борьбу с коррупцией. А популистские обвинения, раздающиеся в прессе и от различных активистов, неверны, потому что эти активисты не обладают всей той информацией, которая есть у спецслужб.
Пресс-секретарь министра образования и науки Андрей Емельянов 27 марта выступил с заявлением, в котором высказался против «втягивания школьников в акции, имеющие сугубо политический подтекст». Емельянов подчеркнул, что принуждение детей к вступлению в общественные объединения и к участию в агитационных кампаниях и политических акциях запрещено законодательством.
Следственный комитет РФ 27 марта заявил, что «располагает оперативной информацией» о предложениях вознаграждения в случае задержания за участие в акции протеста в Москве «не только подросткам, но и другим участникам мероприятия». Согласно заявлению, Главное управление по расследованию особо важных дел СКР начало проверку этих сведений в рамках расследования уголовного дела по ст. 213, 317 и 318 УК России (хулиганство, посягательство на жизнь сотрудника правоохранительного органа, применение насилия в отношении представителя власти).
В мае 2017 года уполномоченный по правам человека в России Татьяна Москалькова сообщила, не нашла ни одного человека, подтвердившего бы ей получение денег за участие в демонстрации 26 марта.
На церемонии вручения ежегодной кинопремии «Ника» 28 марта ряд гостей и лауреатов, в том числе режиссёры Александр Сокуров, Алексей Красовский, Марк Захаров, Александр Митта и Виталий Манский, выступили в поддержку задержанных и призвали власти прислушаться к участникам протестов. Интернет-издание Republic отметило, что канал НТВ в телевизионной версии церемонии награждения не показал выступления режиссёров Алексея Красовского, Виталия Манского и сценариста Юрия Арабова, а также вырезал фрагменты из речи актрисы Елены Кореневой.
29 марта отреагировал Совет Федерации. Председатель Совета Федерации Валентина Матвиенко заявила, что по инициативе нескольких сенаторов Совет Федерации обсудил прошедшие митинги, и призвала «активнее вести диалог с разными слоями общества». Также Валентина Матвиенко отметила, что недопустимы случаи противостояния участников митингов сотрудникам охраны правопорядка и что такие прецеденты жестоко наказываются в любом государстве. Кроме того, Матвиенко заявила, что со стороны власти — «депутатов, сенаторов, органов исполнительной власти в регионах» — должно происходить реагирование на проходящие в России митинги, должен вестись диалог с гражданами, для того чтобы понимать, почему происходят общественные протесты, а не делать вид, что в стране ничего не происходит. По мнению Матвиенко, в каждом городе должны быть определены места для проведения массовых акций. Граждане имеют право мирно собираться на уличные акции, а власти всех уровней должны создавать условия для реализации этого права. Матвиенко также поддержала предложение поручить комитету СФ по конституционному законодательству подготовить предложения по созданию механизмов для диалога власти и общества. Член Совета Федерации Вячеслав Мархаев предложил потребовать от Генеральной прокуратуры расследования о доходах Медведева. Матвиенко на его выступление не отреагировала, объяснив это впоследствии тем, что Мархаев не сформулировал протокольное поручение.
Реакция лидеров оппозиционных парламентских политических партий была различной. 28 марта секретарь ЦК КПРФ Сергей Обухов опубликовал статью, в которой отметил, что Навальному «удалось оседлать антикоррупционный и социальный протест ранее аполитичной молодёжи». Уже через несколько часов статья Обухова была удалена с сайта, где её разместили. 31 марта лидер КПРФ Геннадий Зюганов выступил против Навального, назвав его «оранжевым революционером», который втягивает в «преступную деятельность неокрепшую молодёжь». При этом в экспертном комментарии газете «Коммерсантъ» политолог и политический технолог Аббас Галлямов (кандидат политических наук) связал такое отношение Зюганова к Навальному борьбой за избирателей, а эксперт фонда ИНДЕМ Юрий Коргунюк высказал мнение, что до этого заявления лидера КПРФ внутри партии могли быть разные точки зрения на происходящее вокруг Навального, а теперь «линия резкая антинавальновская, и к акции отношение явно не очень хорошее». В свою очередь председатель партии «Справедливая Россия» Сергей Миронов 29 марта призвал Медведева ответить на обвинения, прозвучавшие в фильме ФБК.
Председатель СПЧ Михаил Федотов выступил с критикой организаторов протестов, отметив, что «выводить людей на несанкционированные акции значит ставить их под угрозу применения силы полицией». Кроме того, он подчеркнул, что «нечего обижаться на полицию», которая «лишь выполняет требования закона», хотя и указал на то, что случаи незаконных действий со стороны сотрудников полиции необходимо расследовать, а виновных привлекать к ответственности. Федотов указал, что члены СПЧ в настоящее время занимаются всесторонним рассмотрением обстоятельств, связанных с проведением акции, и заметил, что «очень важно» отделить «правдивую информацию» от «дезинформации о том, что происходило 26 марта». Председатель комитета Госдумы по вопросам семьи, женщин и детей Елена Мизулина выразила беспокойство, что в российских школах уроки патриотизма заменяют уроками по борьбе с коррупцией.
В свою очередь, член СПЧ Николай Сванидзе заявил, что на заседании комиссии СПЧ по гражданским свободам и гражданской активности 29 марта было принято решение провести расследование событий 26 марта в Москве и представить его результаты Путину. Сванидзе уточнил, что комиссия собирается запросить документы из мэрии Москвы, касающиеся отказа в согласовании шествия. Также члены комиссии намерены изучить призывы к выходу на якобы несогласованную акцию в Москве и материалы МВД в связи с задержанием участников митинга и заслушать членов ОНК.
Президент Владимир Путин впервые прокомментировал митинги во время выступления 30 марта на IV Международном арктическом форуме в Архангельске. Отметив, что одобряет, «чтобы вопросы борьбы с коррупцией были в центре внимания общественности», он в то же время подчеркнул, что считает «неправильным, что какие-то политические силы используют это для раскрутки на политической арене, в преддверии выборов», поскольку, по его мнению, подобные действия — «это инструмент арабской весны» и «это же стало поводом для государственного переворота на Украине и повергло страну в хаос».
Дмитрий Медведев впервые прокомментировал обвинения в коррупции в свой адрес 4 апреля, спустя более месяца после выхода расследования ФБК. Это произошло во время встречи с рабочими «Русагро» в селе Борщёвка Тамбовской области. Медведев назвал действия организаторов акций протеста «способом достичь собственных шкурных целей» и охарактеризовал вовлечение несовершеннолетних в уличные акции как «практически преступление». Медведев также заявил, что Навальным движут президентские амбиции, которые тот демонстрирует «без всякого стеснения». А 19 апреля во время отчёта правительства в Государственной думе отвечая на реплику депутата от КПРФ Николая Коломейцева, являвшегося одним из авторов (наряду с депутатами-коммунистами Денисом Парфёновым, Сергеем Решульским и Юрием Синельщиковым) проекта протокольного поручения о проведении парламентского расследования по материалам ФБК, о том, «что мешает Медведеву […] защититься от нападок Навального» Медведев заметил, что не стал особым «образом комментировать абсолютно лживый продукт политических проходимцев» и подчеркнул что уважаемая им «фракция Коммунистической партии РФ должна от этого воздерживаться».
В ряде городов (Владимир, Самара, Томск) местные власти и преподаватели организовывали специальные мероприятия со студентами, в которых протестные акции расписывались в негативном ключе, также показывались агитационные фильмы с различной тематикой: во Владимире Алексея Навального сравнивали с Адольфом Гитлером, в Самаре фильм местной телекомпании был посвящён городскому митингу и необходимости поддержать губернатора Меркушкина. Ряд участников и организаторов протестных акций присуждали штрафы по административной статье 19.3 («сопротивление законным требованиям сотрудников полиции»).

#### За рубежом
27 марта Государственный департамент США, Европейская служба внешнеполитической деятельности и правительство ФРГ призвали немедленно освободить участников митингов. Согласно заявлению Госдепартамента, задержание мирных демонстрантов противоречит демократическим ценностям. По мнению ЕСВД, «полицейские операции, проводившиеся в Российской Федерации, в том числе попытки разгона демонстрантов и задержания сотен граждан, включая оппозиционера Алексея Навального, помешали осуществлению базовых прав, закреплённых в Конституции РФ, на выражение собственного мнения, на создание объединений и проведение мирных собраний». Официальный представитель правительства ФРГ Штеффен Зайберт отметил, что Россия обязалась выполнять принципы, сформулированные в документах Совета Европы и Организации по безопасности и сотрудничеству в Европе, среди которых — свобода собраний и мнений. Дмитрий Песков заявил в ответ, что в Кремле не могут принять во внимание призывы США и Евросоюза, так как такие призывы не могут оправдать нарушения российского законодательства.
28 марта уполномоченный правительства ФРГ по сотрудничеству с Россией Гернот Эрлер заявил, что подавление протестов 26 марта должно стать одной из тем обсуждения на саммите «Большой двадцатки» в июле 2017 года в Гамбурге. 30 марта автор статьи «Массовые протесты в России» (нем. Massenproteste in Russland) Кристина Хебель в журнале «Шпигель», упоминая открытое возмущение арестами противников коррупции, отметила угрозу ужесточения государственного контроля за интернетом.
Комиссия Европейского парламента по правам человека осудила многочисленные аресты, которые произошли во время мирных протестных акций. Вопрос об аресте Алексея Навального и других демонстрантов был включён в повестку пленарной сессии Европейского парламента. 6 апреля Европарламент принял резолюцию, в которой призвал власти России освободить из заключения участников несанкционированных митингов и снять обвинения с Алексея Навального. Ряд евродепутатов выразили несогласие с таким текстом резолюции, оценив его как навязывание России своего видения ситуации.
По мнению премьер-министра Сербии Александра Вучича, за организаторами протестов как в России, так и в Сербии, «стоят одни и те же люди». По его словам, в России использовались такие же лозунги, символы и приёмы, и при этом во главу угла поставили председателя правительства Дмитрия Медведева, тогда как в Сербии — столичного мэра Синишу Мали, которого тоже упрекали в коррупции и в препятствии антикоррупционным расследованиям.

### Продолжение протестов
Через несколько дней после 26 марта в социальной сети «ВКонтакте», Живом Журнале и YouTube началось стихийное распространение информации о том, что 1—2 апреля в российских городах должна состояться новая акция под названием «Прогулка свободных людей». Граждан призывали пройтись по улицам, выразив протест властям или поддержав кого-либо из кандидатов в президенты. Ни одна из российских политических сил не заявила о своей причастности к этим призывам. В частности, пресс-секретарь бывшего председателя партии «Яблоко» Григория Явлинского Игорь Яковлев, менеджер движения «Открытая Россия» Полина Немировская и заместитель председателя партии ПАРНАС Константин Мерзликин подтвердили, что их организации не имеют никакого отношения в происходящему. В свою очередь, заместитель генерального прокурора РФ Виктор Гринь по результатам мониторинга Интернета обратился с требованием к руководителю Роскомнадзора Александру Жарову заблокировать страницы в социальных сетях, которые посвящены планируемой акции, поскольку подобные действия были расценены как «призывы к массовым беспорядкам, осуществлению экстремистской деятельности, участию в массовых (публичных) мероприятиях, проводимых с нарушением установленного порядка». Позднее указанные в заявлении Гриня страницы были заблокированы.
2 апреля очередная акция прошла в Новосибирске, где на пикете собралось около 400—500 человек, среди которых были активисты движения Вячеслава Мальцева «Новая оппозиция» («Артподготовка»). Кроме того в мероприятии приняли участие члены незарегистрированной «Партии прогресса». Собравшиеся потребовали освободить задержанных на митинге 26 марта. В тот же день несогласованная акция прошла в Санкт-Петербурге в формате «свободного шествия», участники (более 100 человек) которого прошлись до 78 отделения полиции, где находился задержанный организатор мероприятия Александр Расторгуев. В Москве на Триумфальной площади во время несанкционированной акции были задержаны от 29 до 44 человек, большинство из которых, по данным источника «Интерфакс» в правоохранительных органах, являются сторонниками националистических движений. Интернет-издание ОВД-инфо отмечает, что «как сообщается в Twitter ОГОН, как минимум одного из задержанных избили при посадке в автозак». В Омске прошло два митинга, один из которых был организован активистами партии «Яблоко» на Театральной площади, а организаторами второго выступила инициативная группа граждан резко отрицательно относящая и к партиям и к «политике». Протестная акция прошла в Челябинске, где, по данным ОВД-инфо ссылающейся на одного из участником мероприятия, было задержано десять человек, которых доставили в отдел полиции № 3 Советского района.

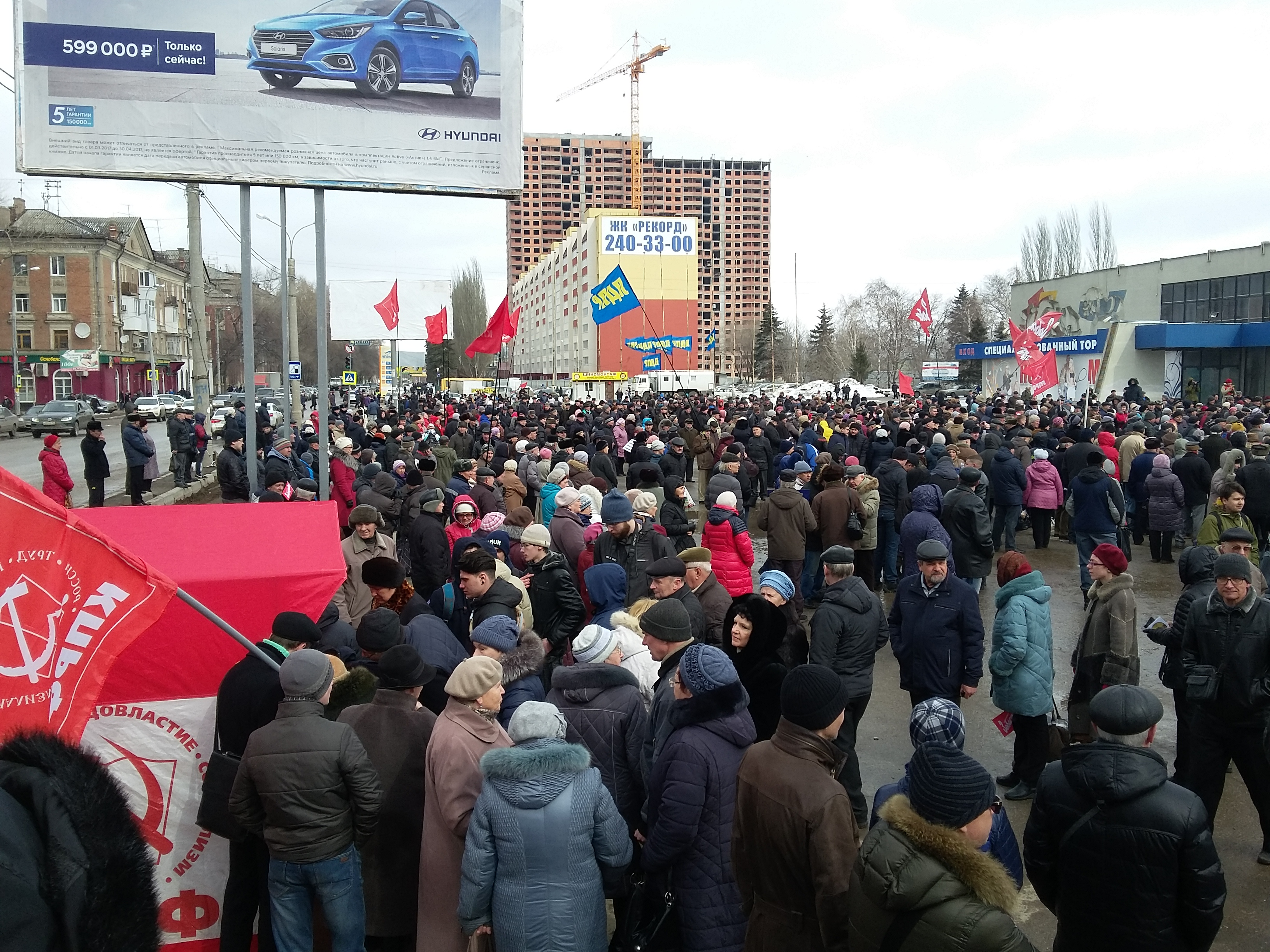
Митинг 2 апреля в Самаре

От 650 до 4500 человек приняло участие в согласованной акции протеста в Самаре, среди которых были активисты КПРФ, ЛДПР, незарегистрированной «Партии прогресса» и движения «Гражданская инициатива». Причиной митинга являлось недовольство жителей новым порядком социальной поддержки льготных категорий граждан Самарской области, а также проведённым губернатором Самарской области Николаем Меркушкина форумом «Нет — экстремизму!», посвящённым прошедшим 26 марта акциям протеста. Кроме того акция протеста прошла в Астрахани, где собралось 250 человек.
8 апреля КПРФ провела в Москве на Площади Революции митинг за отставку правительства. Акция, в которой, по оценке корреспондента «Русской службы Би-би-си» Сергея Горяшко, приняло участие около 1 тысячи человек, продолжалась несколько часов и прошла под лозунгом «Димон, выйди вон», а лидер партии Геннадий Зюганов, выступая со сцены, говорил о коррупции и критиковал действия правительства, в частности, заявляя, что «из огромных сумм, выделенных на инвестиции, только четыре процента ушли на эти цели, остальные рассовали по карманам и отправили по офшорам, это и есть финансовый бандитизм невиданного масштаба».
12 апреля Навальный призвал россиян провести в День России, 12 июня, новую всероссийскую протестную акцию с теми же лозунгами, что и 26 марта.
23 апреля в Самаре состоялся «марш пенсионеров». Участники демонстрации прошли по тротуару проспекта Ленина до площади Героев 21-й Армии, выступая с требованиями отмены последний решений самарских властей в отношении ряда категорий льготников и отставки губернатора Самарской области и главы города Самары. Депутат Губернской думы от КПРФ Михаил Матвеев являвшийся организатором данного марша, после его окончания был задержан сотрудниками полиции за нарушение части 3 статьи 20.2 КоАП об организации публичного мероприятия, помешавшего движению транспорта или объектам жизнеобеспечения.
29 апреля в более чем 10 городах по всей стране прошла протестная акция «Надоел» (наибольшее количество участников в Москве, Петербурге и Томске). Организатором мероприятия выступала общественная организация Открытая Россия. Центральной темой протеста было требование сменяемости власти, основным являлся призыв к действующему президенту Владимиру Путину не идти на следующий президентский срок. Проведение мероприятия не было согласовано с властями, и в Санкт-Петербурге акция закончилась силовым разгоном сотрудниками полиции и массовыми задержаниями (было задержано 72 человека).
12 июня 2017 года в 187 городах России состоялись антикоррупционные протесты, которые стали продолжением протестов 26 марта.

### Предположительные провокации со стороны предположительно провластных активистов
10 апреля 2017 года телеканал РЕН ТВ сообщил, что у изолятора временного содержания в Москве, из которого должны были выпустить Навального, группа «поверивших обещаниям Навального» школьников провела пикет, требуя от оппозиционера «выплатить обещанные 10 тысяч евро». Журналист Александр Плющев утверждал на своём сайте, что эти «школьники» являются провластными активистами, один из которых ранее пытался сорвать встречи Навального со своими сторонниками в Екатеринбурге и Кирове, а другой состоял в интернет-сообществе «Молодогвардейцы Юго-Западного округа».

### Уголовное преследование

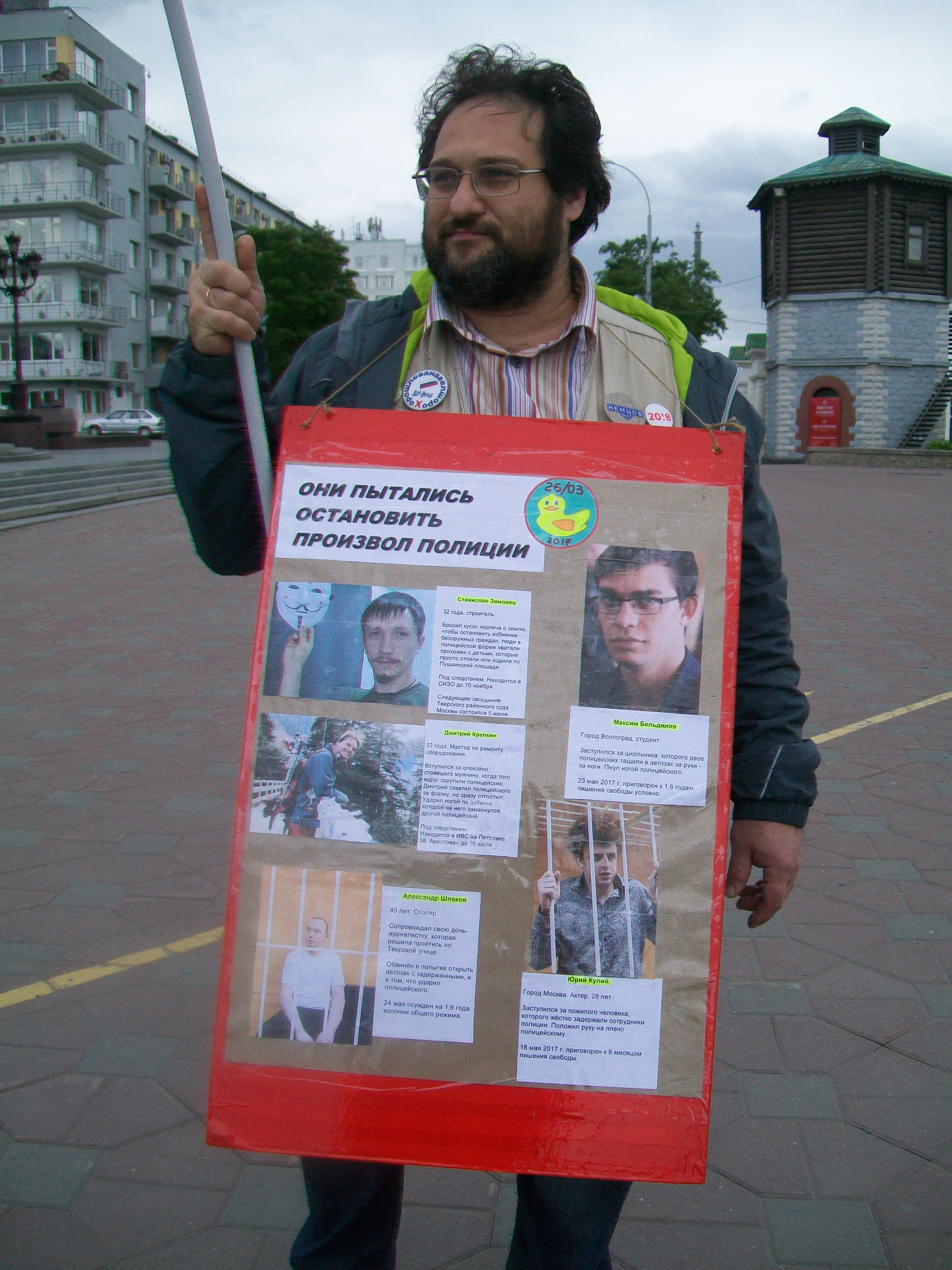
Пикетчик с портретами осуждённых и обвиняемых по уголовных делам в связи с акциями 26 марта 2017 года (Екатеринбург, 6 июня 2017 года)

13 апреля Басманный суд Москвы удовлетворил ходатайство следователя Главного управления по расследованию особо важных дел СК и арестовал четырёх участников акции, прошедшей 26 марта на Тверской улице. Александр Шпаков (род. 1977), Станислав Зимовец (род. 1985), Юрий Кулий (род. 1989) и Андрей Косых (род. 1986) были взяты под стражу до 12 июня. Им инкриминируется «применение насилия в отношении представителя власти» (статья 318 УК РФ).
Интернет-издание «Грани.ру» обратило внимание на то, что московское управление Следственного комитета России возбудило уголовное дело о появившихся в интернете «призывах к массовым беспорядкам» ещё до проведения митингов 2 апреля. По данным «Грани.ру», 6 апреля следователи задержали по данному уголовному делу мужчину 1992 года рождения за размещённые в социальных сетях сообщения, «призывающие к действиям экстремистского толка». При этом «страницы, на которых публиковались призывы, были заведены недавно и не содержали никакой личной информации», а «в Генпрокуратуре отметили, что органы власти не получали уведомлений о проведении акции 2 апреля».
К 15 мая по делу о нападении на сотрудников полиции потерпевшими проходили семь полицейских, включая Гаврилова и Гоникова.
18 мая актёр Юрий Кулий был признан виновным Тверским районным судом Москвы в «применении насилия к представителю власти» (часть 1 статьи 318 УК) и приговорён к восьми месяцам колонии-поселения за применение насилия к нацгвардейцу Гаврютину, которого схватил за плечо правой руки. Кулий на первом допросе признал вину и попросил вести дело в особом порядке (без рассмотрения доказательств и показаний свидетелей), рассчитывая на условный срок. Помимо пострадавшего показания дал активист провластной организации SERB Александр Петрунько, участвовавший в провокациях против оппозиции и подозреваемый в нападении с зелёнкой на Алексея Навального. Согласно видеозаписи и словам адвоката Кулия Алексея Липцера, тот вмешался в стычку полицейского и протестующего, и при попытке развести их взял первого за руку.
Столяр-краснодеревщик из Люберец Александр Шпаков был задержан через два дня после митинга, на котором был со своей дочерью, после которого в больнице у него были зафиксированы гематомы. По версии следствия, 26 марта Шпаков пытался открыть двери автобуса с задержанными, нанося удары ногой по двери, после чего два раза ударил кулаком в лицо подполковника полиции Валерия Гоникова. Сам Шпаков говорил, что оказался в ринувшейся к автозаку толпе, рядом с которым получил несколько ударов по голове, после чего был затащен внутрь и начал получать удары по почкам (об избиении полицейскими Шпакова заявлял Алексей Навальный, бывший с ним в одном автозаке). Согласно видеосъёмкам, активист вёл себя мирно и был схвачен полицейскими после прислонения спиной к двери автозака. В ходе процесса Шпаков признал вину и принёс извинения потерпевшему, дело проходило в особом порядке. Прокуратура просила назначить два года лишения свободы в колонии общего режима, 24 мая 2017 года Шпаков был приговорён к году и шести месяцам по части 1 статьи 318 УК (применение опасного для здоровья насилия в отношении полицейских). 17 июля Мосгорсуд рассмотрел апелляционную жалобу адвоката Сергея Бадамшина и признал приговор законным.
18 июля 2017 года для Станислава Зимовца прокуратура просила осудить к трём годам колонии общего режима за брошенный в подполковника ОМОНа Владимира Котенева кирпич, попадание которого в бронежилет причинило последнему физическую боль. Зимовец изначально признал свою вину, но позже отказался от своих показаний и рассмотрения дела в особом порядке, так как считал себя не виновным. Станислав Зимовец получил 2,5 года колонии общего режима.

### Жалобы в Европейский суд по правам человека
Ряд привлечённых за акцию 26 марта 2017 года граждан подал жалобы в Европейский суд по правам человека (ЕСПЧ). 30 апреля 2019 года ЕСПЧ вынес первое решение в пользу участника акции 26 марта 2017 года — координатора штаба Навального в Казани Эльвиры Дмитриевой. Она ранее была наказана российским судом за призывы к участию в несанкционированном митинге штрафом и обязательными работами. Жалобу в ЕСПЧ Дмитриева подала в ноябре 2017 года. 30 апреля 2019 года ЕСПЧ признал, что в отношении Дмитриевой российские власти нарушили 5 статей Европейской конвенции о защите прав человека и основных свобод и назначил Дмитриевой компенсацию 12500 евро и 2650 евро судебных расходов. Министерство юстиции России не согласилось с постановлением ЕСПЧ, который присудил координатору казанского офиса Алексея Навального Эльвире Дмитриевой компенсацию в размере €15,3 тыс. 30 июня 2019 года Минюст России сообщил, что оспорил выводы Страсбургского суда и ходатайствовал о передаче дела «Эльвира Дмитриева против России» в Большую палату ЕСПЧ.

### Общая оценка
Ряд российских учёных (социолог Е. Л. Омельченко, социолог и политолог Л. Г. Бызов, политолог Валерия Касамара, политолог Е. М. Шульман, социолог и политолог Г. А. Сатаров, политолог А. А. Мухин, политолог Д. И. Орлов, социолог Олег Журавлёв) и некоторые российские (Юрий Сапрыкин, Алексей Горбачёв) и зарубежные журналисты крупнейших иностранных СМИ (Давид Филипов из The Washington Post), Кеннет Рапоза из Forbes, Кристиан Эш из Spiegel Online, Макс Седдон из Financial Times, Натан Ходж из The Wall Street Journal) отметили неожиданно большую долю молодёжи среди протестующих, хотя ранее было принято считать, что молодое поколение инертно и аполитично. Эш отметил в этом заслугу Алексея Навального. Филипов указал, что несмотря на молчание государственных СМИ, протесты всё-таки освещались по всей стране в независимых СМИ и в интернете, а протестующие, по его мнению, отвечали на угрозы полиции «в стиле XXI века — с помощью селфи и видеотрансляций». Ходж отметил наличие явных признаков общественного недовольства в России. В свою очередь, Рапоза обратил внимание на то, что хотя формальной причиной для массовых акций протеста послужил фильм «Он вам не Димон», тем не менее митингующие скандировали «Долой Путина». А Седдон высказал мнение, что эти «массовые протесты стали неожиданностью». Однако есть и другое мнение: социолог Александр Бикбов утверждает, что школьники и подростки составляли абсолютное меньшинство участников.
Согласно обзору исследования агентства Sigma Expert, опубликованному 31 марта журналистом газеты «Ведомости» Анастасией Корня, 26 марта наиболее высокой протестная активность оказалась в регионах, продемонстрировавших более низкую явку на выборах в Государственную думу в 2016. Также было выяснено, что в отличие от зимы 2011—2012 гг., когда социальная сеть Facebook была основной площадкой, в 2017 году главным инструментом мобилизации стала другая социальная сеть — «ВКонтакте». Кроме того, отмечалось, что устойчивый интерес к общественно-политическим «пабликам» демонстрировали 5-15 % заявивших о себе участников митингов. Руководитель Sigma Expert Артём Булатов полагает, что среди всех остальных информация расходилась уже горизонтально в более узких и доверенных группах посредством мессенджеров WhatsApp и Telegram.
Журналистка и писательница, обозреватель «Эхо Москвы» Юлия Латынина на радиостанции высказала мнение в своей передаче «Код доступа», что состоявшиеся протестные акции продемонстрировали, что монополия телевизора на формирование общественного мнения подходит к концу. Благодаря интернету каждый человек может самостоятельно формировать своё собственное информационное поле, используя современные средства коммуникации, включая мессенджеры и социальные сети. Пользуясь только этими средствами, Навальный сумел сменить повестку дня в российском обществе. Протест стал среди молодёжи модным трендом. Латынина предполагает, что состоявшиеся протесты являются предвестником надвигающегося «цунами», проводя аналогии с Реформацией «в том виде, в каком её предлагал Мартин Лютер».
Лига независимых судебных экспертов и Научно-диагностический центр клинической психиатрии проанализировали ряд видео Навального в YouTube, а в частности ролик «26 марта все на улицу: он нам не Димон». Выводом экспертов стало использование Навальным в своих видео технологий нейролингвистического программирования.

### Социологические опросы
31 марта 2017 года Фонд «Общественное мнение» (ФОМ) опубликовал данные опроса, согласно которому рейтинг доверия Медведеву после выхода фильма ФБК «Он вам не Димон» и протестов упал с 14 % до 11 %. Опросы ВЦИОМ в это же время показали падение доверия Медведеву с 19,2 % до 15,6 %.
В беседе с корреспондентами РБК ряд экспертов дали оценку этим социологическим опросам. Так, социолог Григорий Кертман полагает, что «наряду со всеми факторами фильм сыграл небольшую роль» в изменении рейтинга Медведева, и считает, что ещё рано говорить о росте недовольства, поскольку «за последнюю неделю в графике не изменилось ничего вообще: доля доверяющих снизилась на 1 %, доля не доверяющих снизилась на 1 %», а имевший место сдвиг в период с 12 марта по 19 марта «укладывается в рамки погрешности». В свою очередь, социолог Денис Волков отметил, что снижение рейтинга может быть связано с фильмом и последовавшими протестами, но «переоценивать их влияние не стоит», поскольку, как он указывает, «это всё в размере статистической погрешности» и для установления тенденции снижения рейтинга нужно провести ещё «два-три замера» и «тогда мы будем понимать, снижение это или нет». Политолог и политический технолог Аббас Галлямов высказал мнение, что сами по себе протесты стали существенной причиной делегитимизации, которые могут распространиться и на президента России. Политолог Глеб Кузнецов считает социологические опросы «манипулятивным инструментом», который у него не вызывает доверия, поскольку ежедневные замеры, по его мнению, — «это маркетинг социологов и их собственных услуг», а «2 % — это снижение в пределах статпогрешности».
5 апреля 2017 года «Левада-Центр» опубликовал мартовский рейтинг одобрения политиков, где зафиксировал падение рейтинга одобрения деятельности Дмитрия Медведева на 10 пунктов — с 52 до 42 пунктов.
6 апреля «Левада-Центр» опубликовал опросы об акциях протеста 26 марта. Так 61 % опрошенных ответили, что слышали о протестах, а 39 % — нет. Одобрение людей, вышедших на всероссийскую акцию протеста 26 марта, высказали 38 % опрошенных, 39 % не одобрили, а 23 % затруднились ответить.
10 апреля ФОМ опубликовал опрос, посвящённый акции протеста 26 марта, согласно которому мероприятие поддерживает 8 %, а 13 % россиян выступает с осуждением.

### В искусстве
15 мая 2017 года на YouTube состоялась премьера клипа Алисы Вокс (бывшей солистки группы «Ленинград») на песню «Малыш», в которой критиковалось участие школьников в протестах 26 марта 2017 года. Некоторые СМИ (Meduza и телеканал «Дождь») со ссылкой на собственные источники сообщили, что за съёмку певица получила 2 миллиона рублей в рамках «госзаказа», а заказчиком и автором концепции клипа был бывший сотрудник администрации президента РФ и функционер партии «Единая Россия» Никита Иванов. Сама Алиса Вокс в разговоре с «Медузой» заявила, что «писала песню не про политику».
В мае 2017 года в Театре.doc состоялась премьера спектакля режиссёра Виктории Нарахса и драматурга Юрия Муравицкого по рассказам участников и организаторов митингов 26 марта. Как в спектакле, который был сыгран в автобусе, изображавшем автозак, так и в последовавшем обсуждении с участием актёров и непосредственных героев событий, рельефно выступили особенности мировоззрения младшего поколения, в жизни которого политическое тесно переплетается с личным.

### Галерея

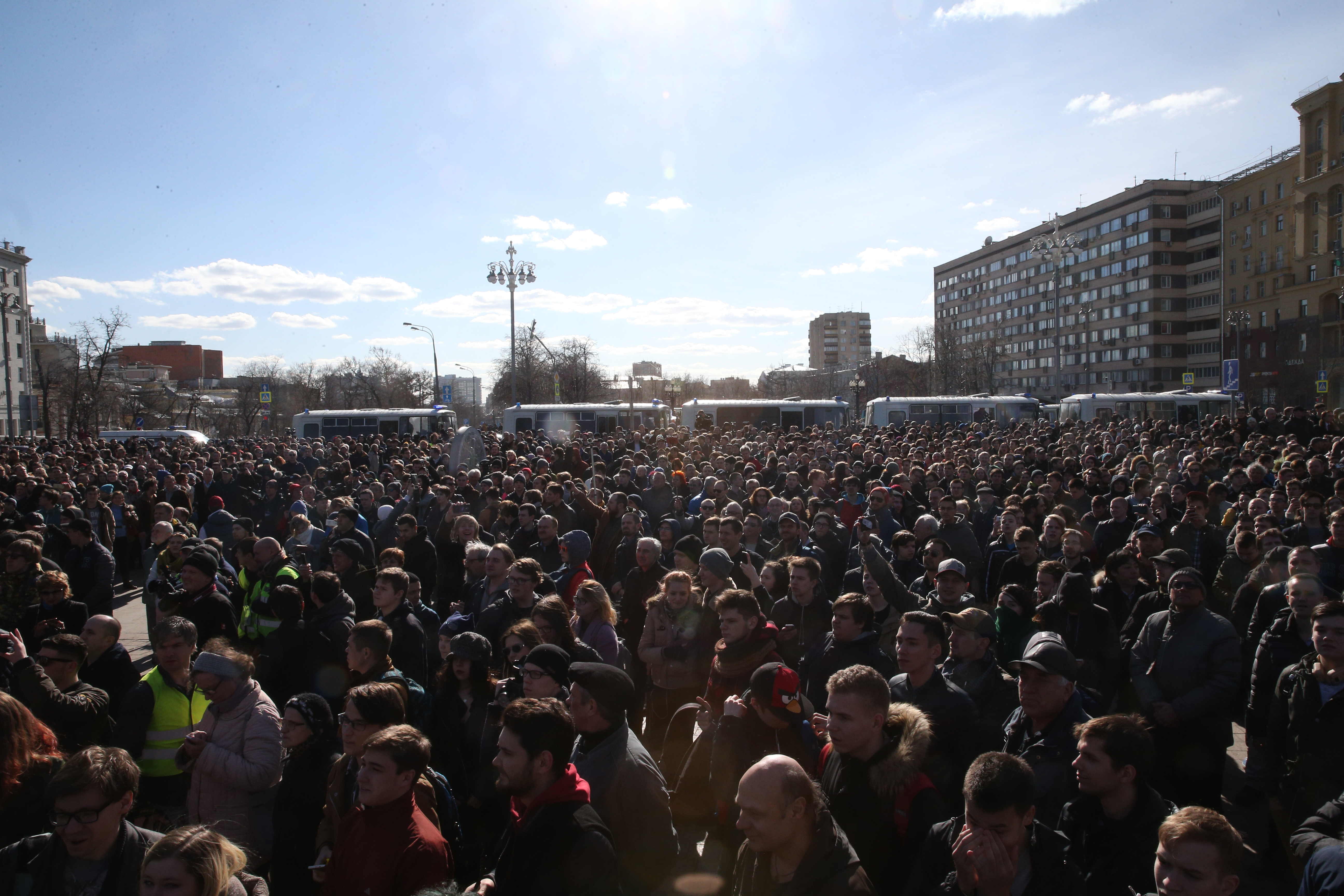
Москва
Санкт-Петербург
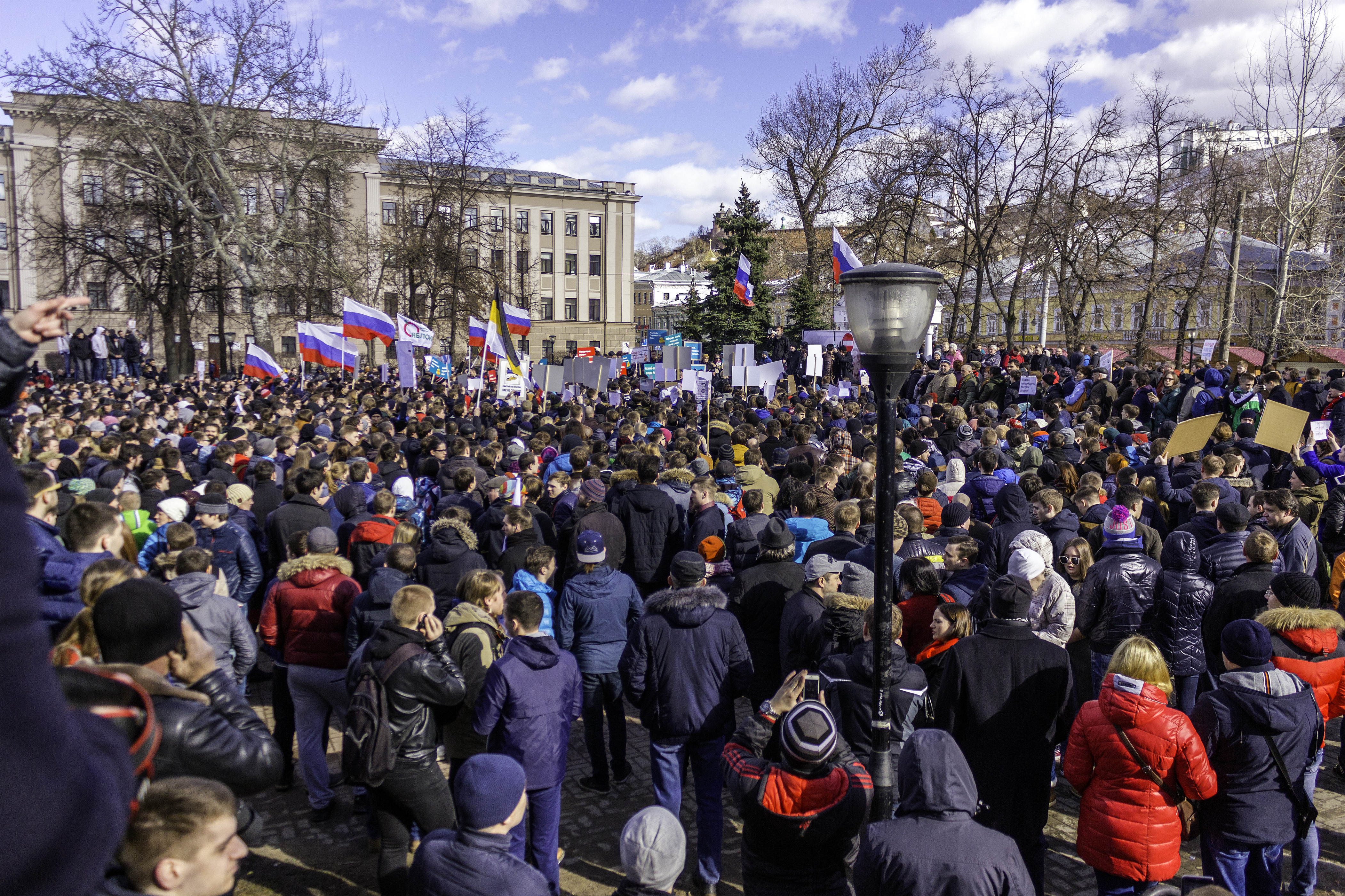
Нижний Новгород
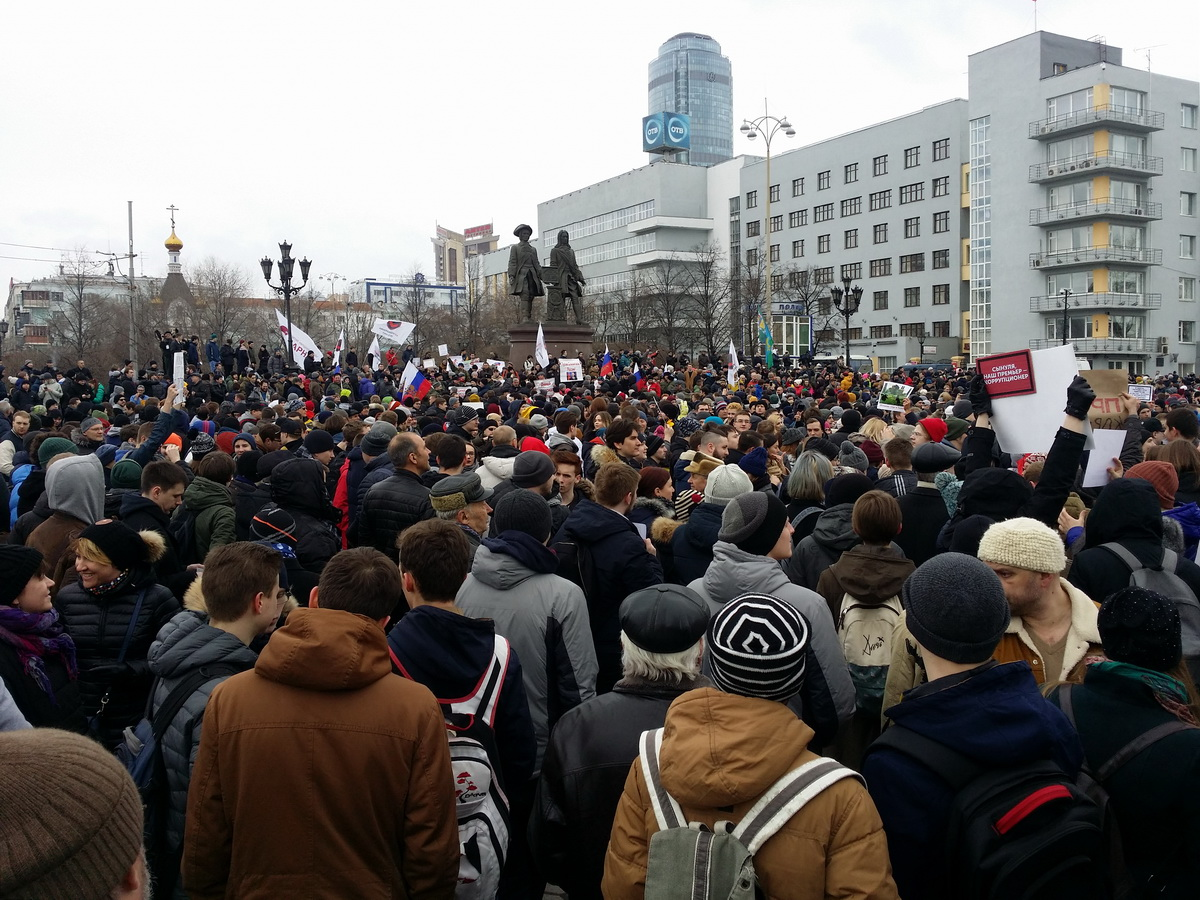
Екатеринбург
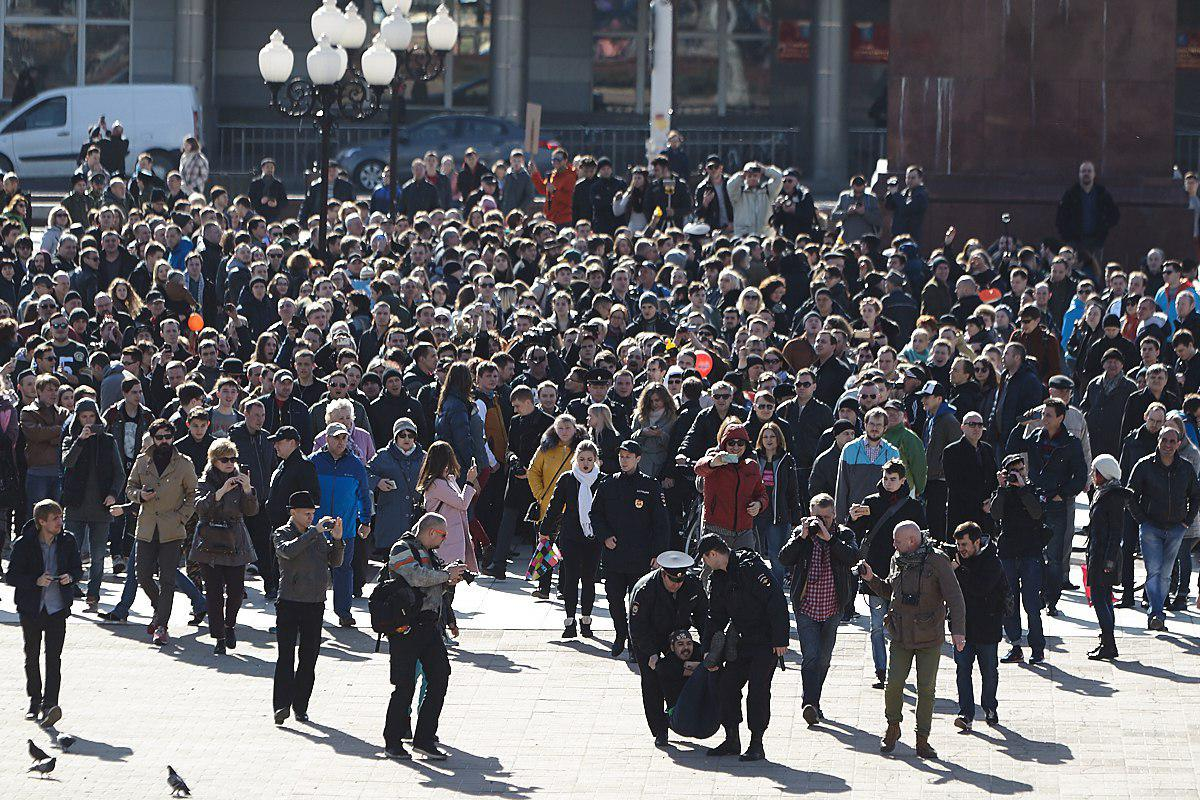
Калининград
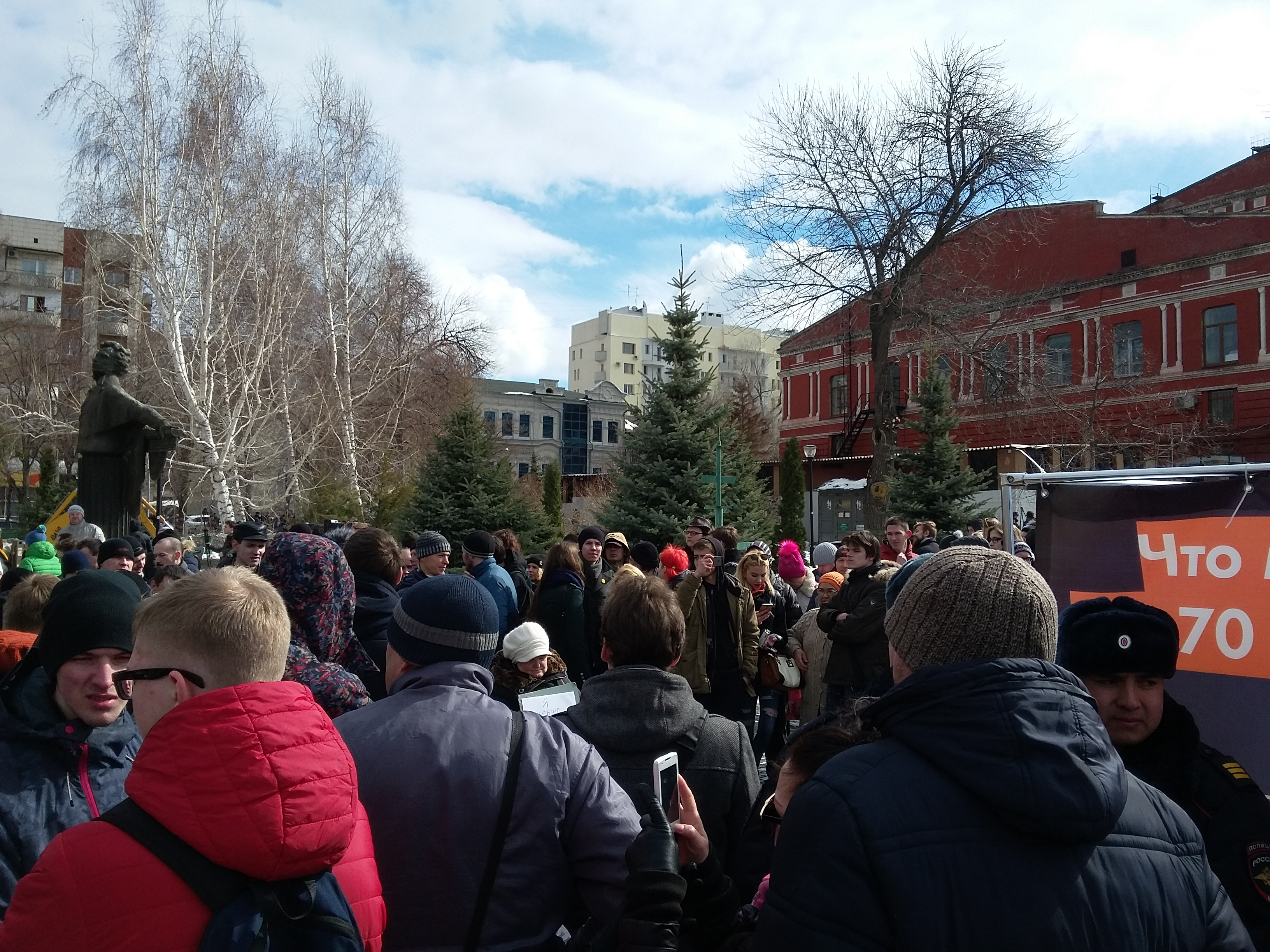
Самара
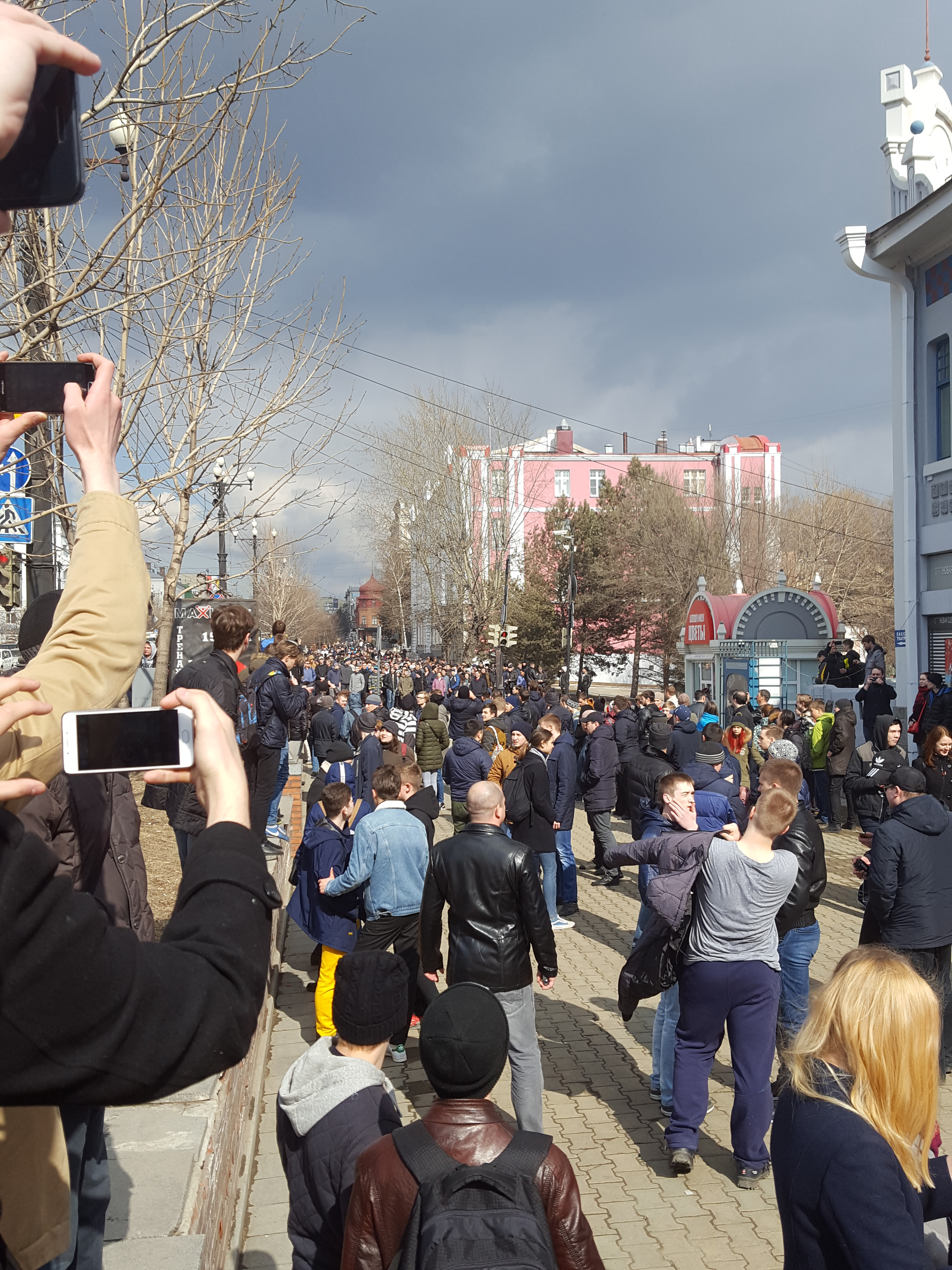
Хабаровск
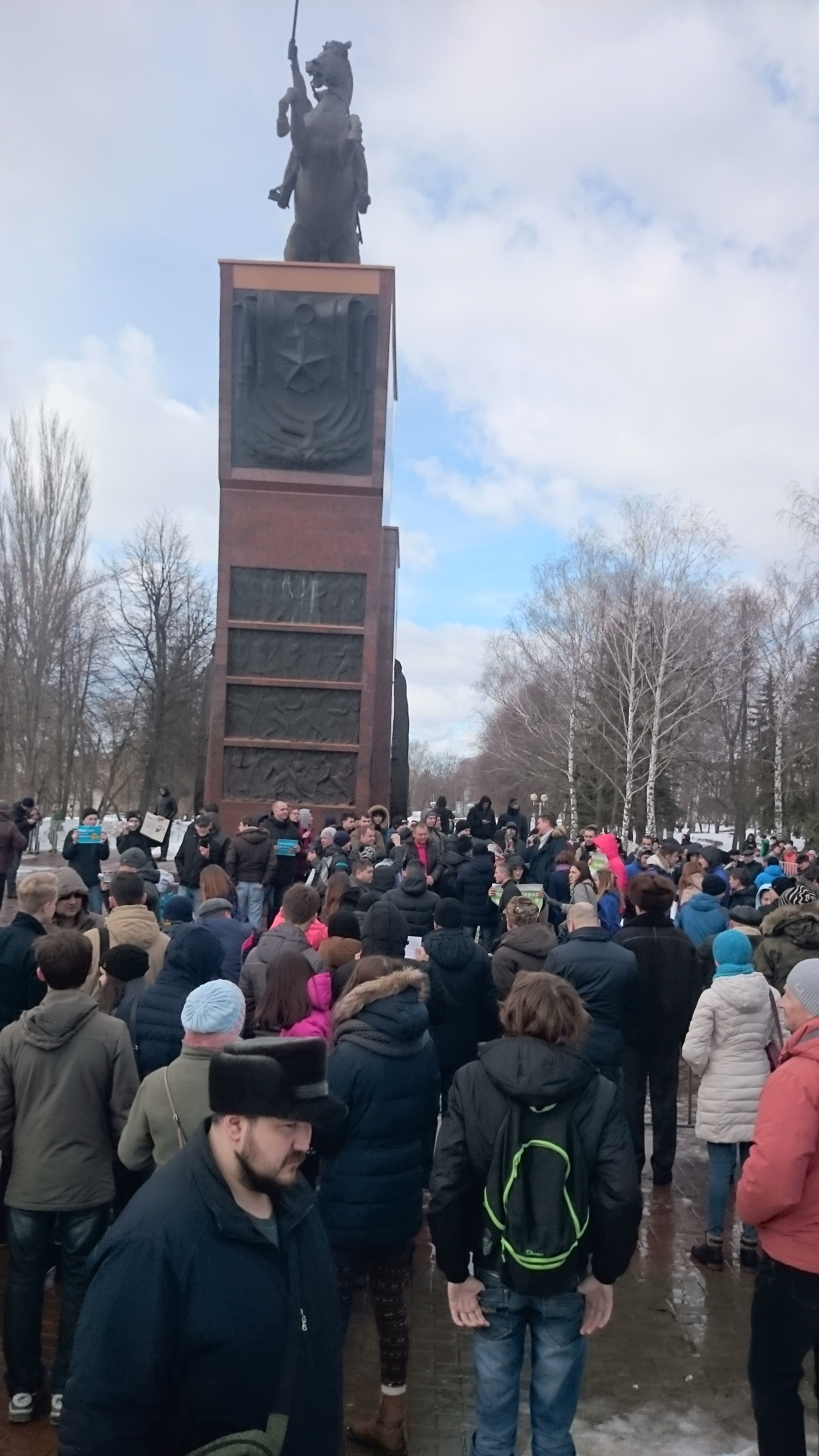
Чебоксары
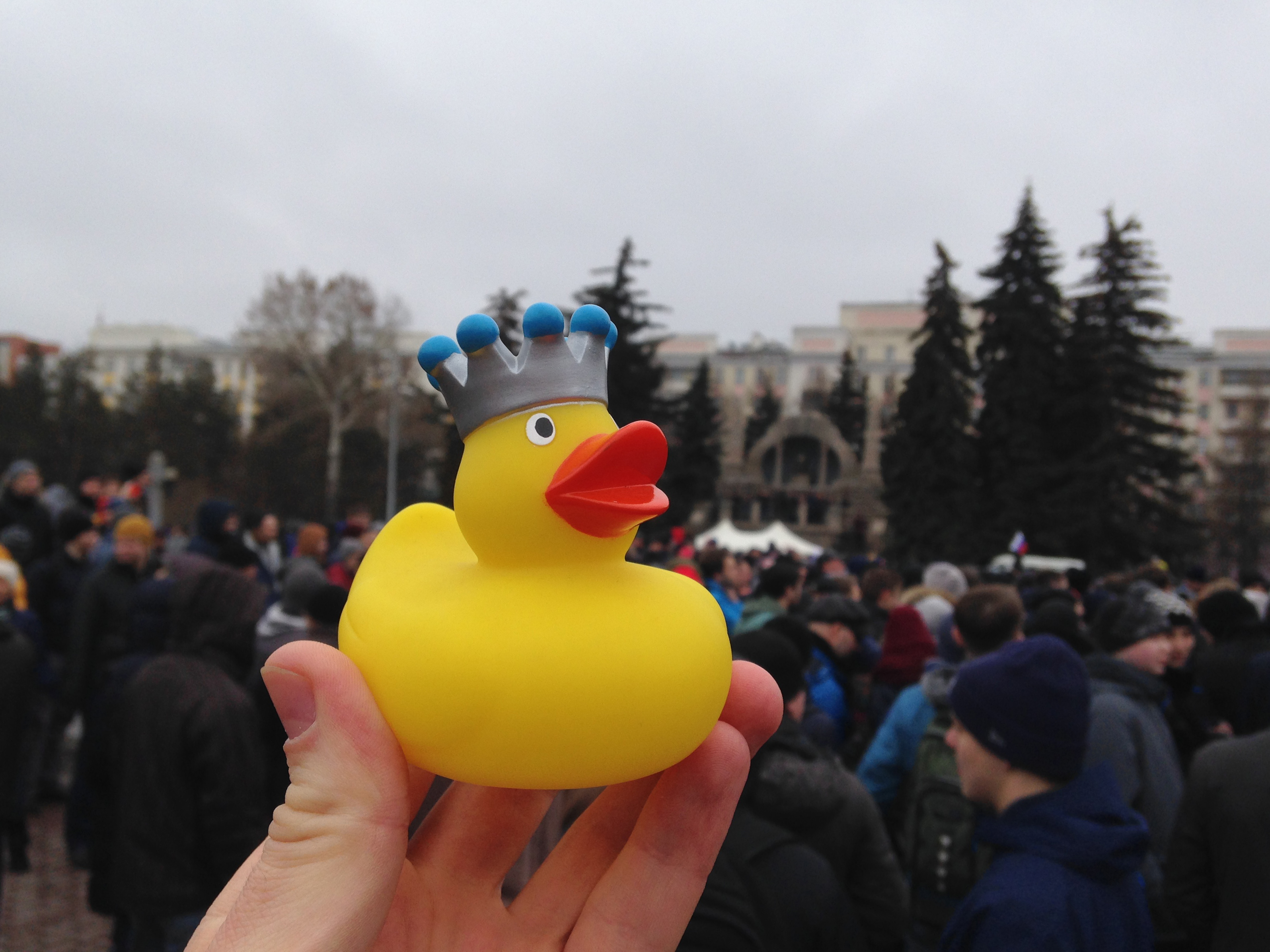
Челябинск
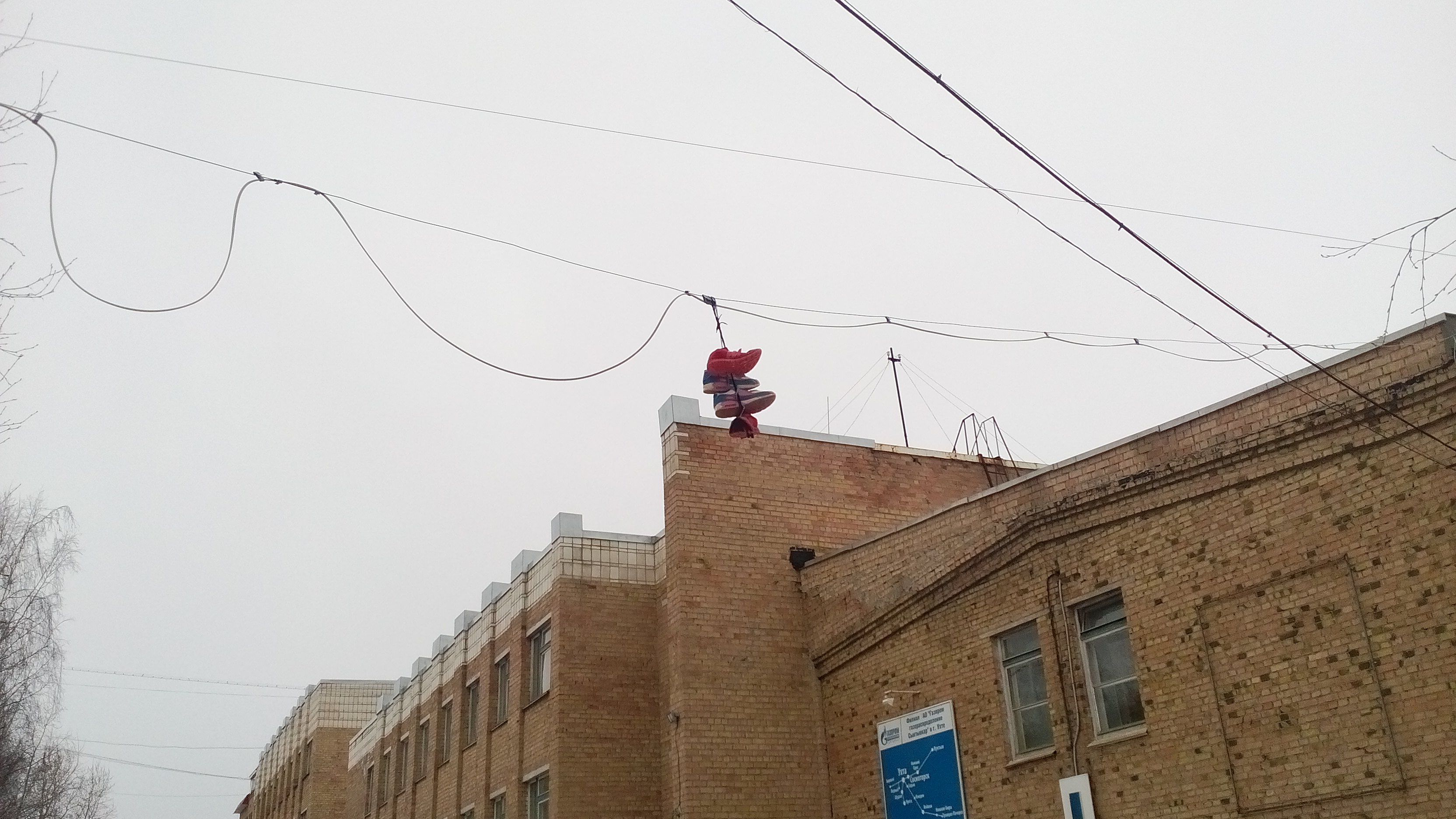
Ухта
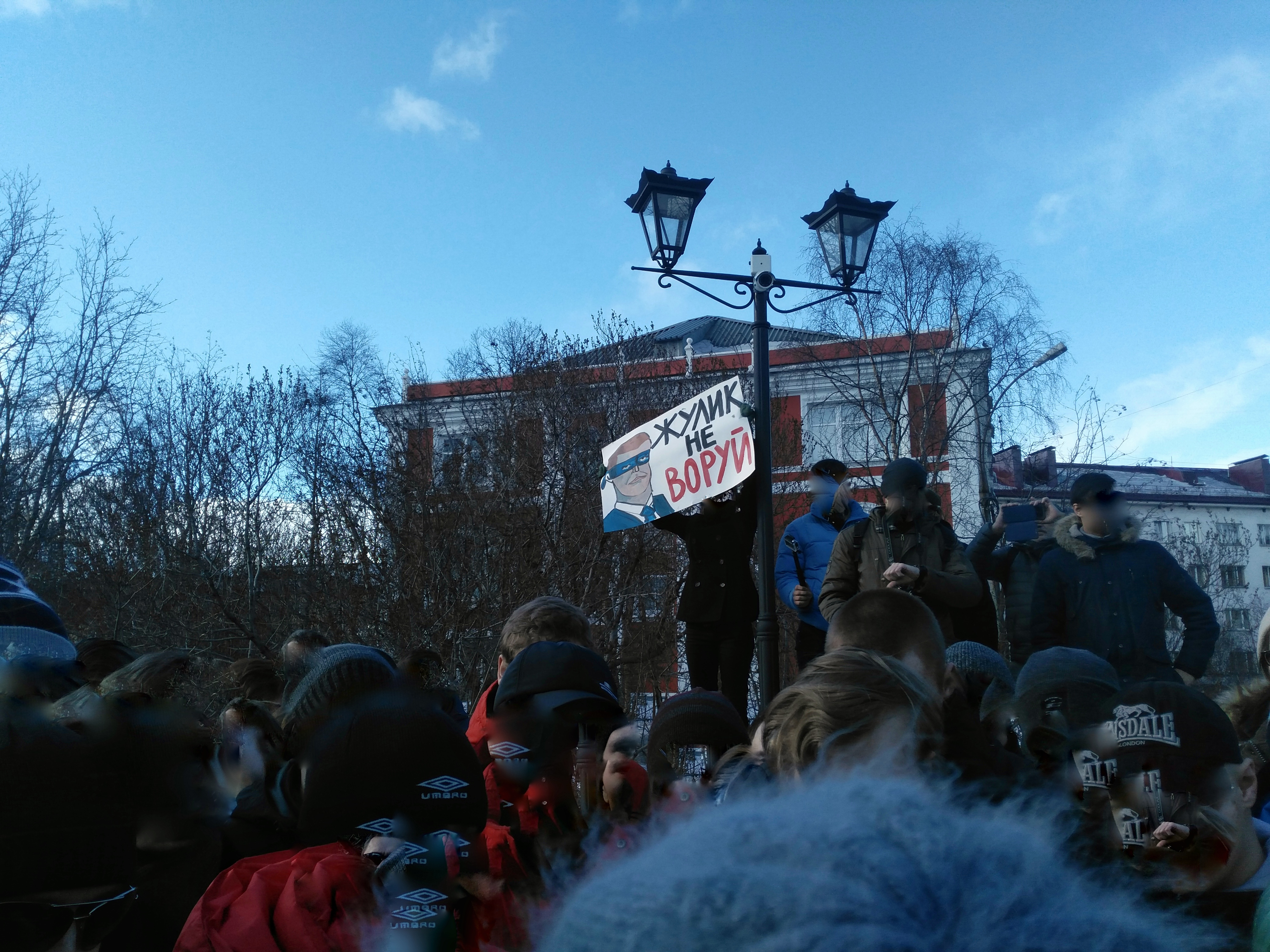
Мурманск

## Протесты июня 2017
Антикоррупционные протесты в России 12 июня 2017 года стали продолжением протестов 26 марта, организованных Алексеем Навальным. Митинги прошли в 154 городах России, в них приняли участие от 50 до 100 тысяч человек, были задержаны от 1700 до 1800 человек. Вновь поводом для их проведения стало отсутствие реакции властей на фильм-расследование Фонда борьбы с коррупцией «Он вам не Димон», рассказывающий о предполагаемых коррупционных связях председателя Правительства России Дмитрия Медведева.

### Ход событий и количество участников
В Москве изначально был согласован митинг на проспекте Сахарова. Однако вечером 11 июня Навальный объявил об отмене митинга на проспекте Сахарова и предложил сторонникам прийти на народные гуляния на Тверской улице, где 12 июня проходил фестиваль «Времена и эпохи». Своё решение Навальный объяснил тем, что мэрия Москвы запрещает частным подрядчикам предоставлять организаторам митинга на проспекте Сахарова сцену и звуковую аппаратуру. 12 июня Навальный был задержан в подъезде своего дома «за размещение в интернете призывов провести несогласованную протестную акцию на Тверской улице вместо согласованного с мэрией Москвы мероприятия на проспекте Академика Сахарова» (позднее привлечён к административной ответственности в виде 30 суток административного ареста).
В ряде городов во время протестов произошли задержания. Всего по России, по официальным данным, задержали 1719 человек. В Москве были задержаны 866 человек, в Санкт-Петербурге на Марсовом поле — 658 человек, из них 73 — несовершеннолетние. В остальных регионах задержаны 195 человек. Более десяти человек были задержаны в Норильске, 34 — в Калининграде. Во Владивостоке задержаны 15 человек, включая троих несовершеннолетних. В Туле задержаны 24 человека, один из них несовершеннолетний, 48 — в Сочи, в Великом Новгороде — 21, 1 — в Абакане, 13 — в Альметьевске, 10 — в Благовещенске, 7 — в Тамбове, 6 — в Казани, 5 — в Самаре, во Владимире и Липецке — по 3, 8 — в Ейске, в Нижнем Тагиле двое, по одному активисту задержали в
Гатчине, Волгограде, Тюмени, Ижевске и Махачкале. Был ранен один сотрудник Росгвардии и один сотрудник патрульно-постовой службы.
По сведениям МВД, в Москве в акции на Тверской приняли участие около 4500 человек и были задержаны 150, в Санкт-Петербурге в несогласованной акции на Марсовом поле приняли участие около 3500 человек и были задержаны 500. По данным МВД, в митингах участвовало 40400 человек.
В Екатеринбурге на митинге, согласованном властями и прошедшем на аллее, ведущей к КРК «Уралец», приняло участие от 2000 (данные МВД) — до 3 — 5 тысяч человек (данные СМИ). На митинге со словами поддержки митингующим выступил Глава Екатеринбурга Евгений Ройзман.
По данным Meduza и ОВД-Инфо, в 154 городах в акциях участвовали от 50 до 98 тысяч человек; задержаны были 1769.

### Попытки помешать акциям со стороны отдельных граждан и сотрудников МВД
В Калининграде во время акции произошла драка среди участников антикоррупционной «прогулки». Некоторые из участников акции, сообщили, что им было заплачено. Один из «провокаторов» ранее был замечен в казачьей форме. Появилось предположение, что провокаторы были местными казаками. Некоторые казаки ранее были замечены в нападениях на оппозиционных активистов. В Калининграде в марте 2017 года осудили в уголовном порядке казака за избиение участника «Марша мира».
В Майкопе перед началом митинга, полицией было задержано звукоусиливающее оборудование, а от организатора и уполномоченного лица было потребовано дать письменное объяснение в отделении полиции о происхождении аппаратуры во время проведения акции. В связи с этим, организатор опоздал на публичное мероприятие, а уполномоченное лицо было задержано на всё время публичного мероприятия, в том числе, для прохождения процедуры дактилоскопии в отделении полиции.

### Информационное освещение
С 6:30 утра по московскому времени группа Алексея Навального освещала проведение акций в прямом эфире на своём YouTube-канале. В этот раз трансляция была прекращена по техническим причинам (кабель подключения к интернету был перекушен) примерно в 15 часов. Телеканал «Дождь» продолжал трансляцию. Также непрерывную трансляцию вел телеканал «Настоящее Время».
Как и в случае с антикоррупционными протестами 26 марта 2017 года, федеральные телеканалы («Первый канал», «Россия-1», «ТВ Центр», «НТВ» и «РЕН ТВ») снова не стали прерывать плановую программу передач для демонстрации происходящего в центре Москвы в режиме прямого эфира. Но в сравнении с 26 марта, 12 июня новостные блоки на «НТВ» и «России-24» кратко упоминали о проходящих в столице митингах, а на «Первом» отметили немногочисленность акции на проспекте Сахарова и упомянули про ул. Тверскую. Более широкое освещение протестов было представлено на телеканалах «Дождь» и РБК, а также в Интернете — на YouTube-каналах «Навальный Live», «Открытая Россия» и «Настоящее время».

### В России
Член СПЧ Кирилл Кабанов назвал московскую акцию провокацией, а привлечение молодежи к несогласованной акции на Тверской — «плохой тенденцией».
Основатель движения «Открытая Россия» Михаил Ходорковский назвал решение Навального о переносе московского митинга с согласованного с властями проспекта Сахарова на несогласованную Тверскую улицу «провокативным шагом», и что это решение было «жестковатым», направленным на «обострение». При этом сами протестные акции он считает «абсолютно необходимыми» для России.
Пресс-секретарь президента России Дмитрий Песков, отвечая на вопрос об опасности протестных акций для Кремля, заявил, что «проведение подобного рода мероприятий в согласованном режиме, как это предписывается законом, ни для кого никакой опасности не представляет». По его словам, «это нормальный процесс, когда люди занимают гражданскую позицию». При этом он добавил: «Опасными являются провокационные проявления. Да, это действительно опасно. Это несет опасность окружающим людям. А вчера в Москве, когда десятки тысяч людей отмечали национальный день нашей страны, вот эта группа провокаторов, собственно, их действия несли опасность для граждан».
Президент России Владимир Путин отметил, что «акции подобного рода проводятся для привлечения к себе внимания и политического самопиара».
Мэр Москвы Сергей Собянин назвал акцию на Тверской «подлой провокацией». По его словам, «нам всем повезло, что обошлось без крови».
Известный телеведущий Владимир Соловьёв назвал лиц, пришедших на митинг на Тверскую 12 июня 2017 года, «детьми коррупционеров», «мажористыми придурками» и «вечными двумя процентами дерьма», а также заявил, что «если бы не полиция, народ бы этих просто растерзал».
Член СПЧ Леонид Никитинский назвал незаконными решения по 1097 делам, рассмотренных в судах Санкт-Петербурга 13 и 14 июня.

### За рубежом
12 июня официальный представитель Белого дома Шон Спайсер заявил, что США решительным образом осуждают задержание сотен мирных протестующих по всей России 12 июня и призвал немедленно отпустить задержанных.
Amnesty International призвала власти России освободить мирных участников акций: «Подавление мирных протестов по всей России, в ходе которых сотни людей были арестованы, а некоторые избиты полицией, демонстрирует полное презрение властей к фундаментальным правам человека», — говорится в заявлении правозащитной организации.
Европейская служба внешнеполитической деятельности призвала «без промедления освободить» задержанных участников антикоррупционных демонстраций.

### Последствия
По сведениям Би-би-си, после протестов 12 июня Кремль поручил ряду социологических служб провести масштабное изучение отношения россиян к деятельности Навального.
Один из участников акции 12 июня, Расим Искаков, 6 сентября 2017 года был осуждён на 2,5 года лишения свободы за нападение на сотрудников полиции во время протестов.

### Анализ протестных акций
Политологи Игорь Бунин и Михаил Виноградов связали малочисленность акции с отсутствием особой мотивации и самого Навального на митинге. Вячеслав Смирнов сказал, «что митинг на Тверской собрал не так уж мало человек, если учесть, что он несогласованный». Декан факультета политологии МГУ имени М. В. Ломоносова Андрей Шутов назвал акции 12 июня «флешмоб-технологией» использованной с целью дестабилизировать ситуацию.
Лига независимых судебных экспертов и Научно-диагностический центр клинической психиатрии проанализировали ряд видео Навального в YouTube, а в частности ролик «Все на Тверскую». Выводом экспертов стало использование Навальным в своих видео технологий нейролингвистического программирования.

### Социологические опросы
17 июля «Левада-Центр» опубликовал опросы об акциях протеста 12 июня. Так, 61 % опрошенных ответили, что слышали о протестах, а 39 % — нет. Одобрение людей, вышедших на всероссийскую акцию протеста 12 июня, высказали 39 % опрошенных, 37 % не одобрили, а 24 % затруднились ответить.

### Галерея

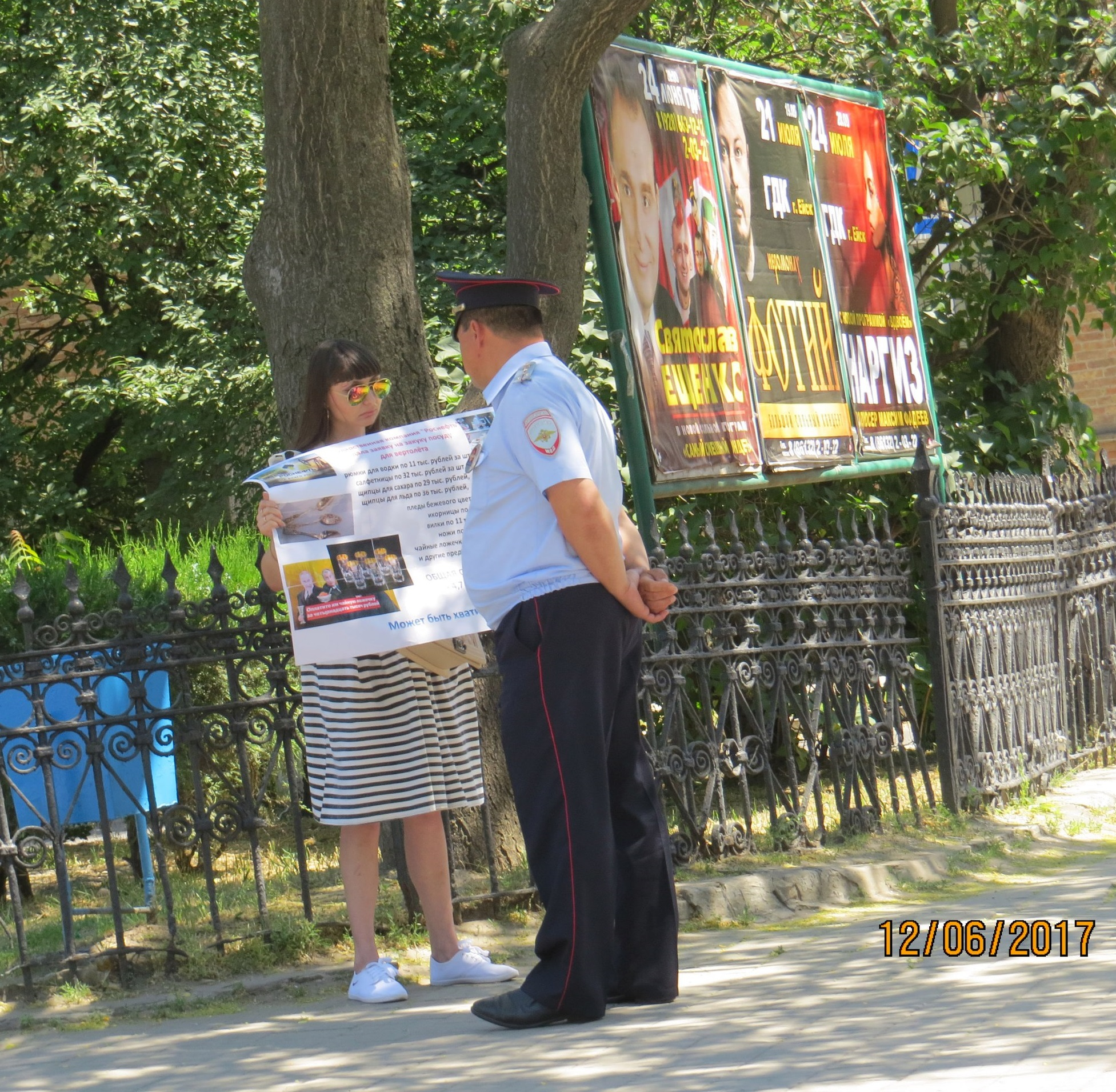
Одиночный пикет в Ейске
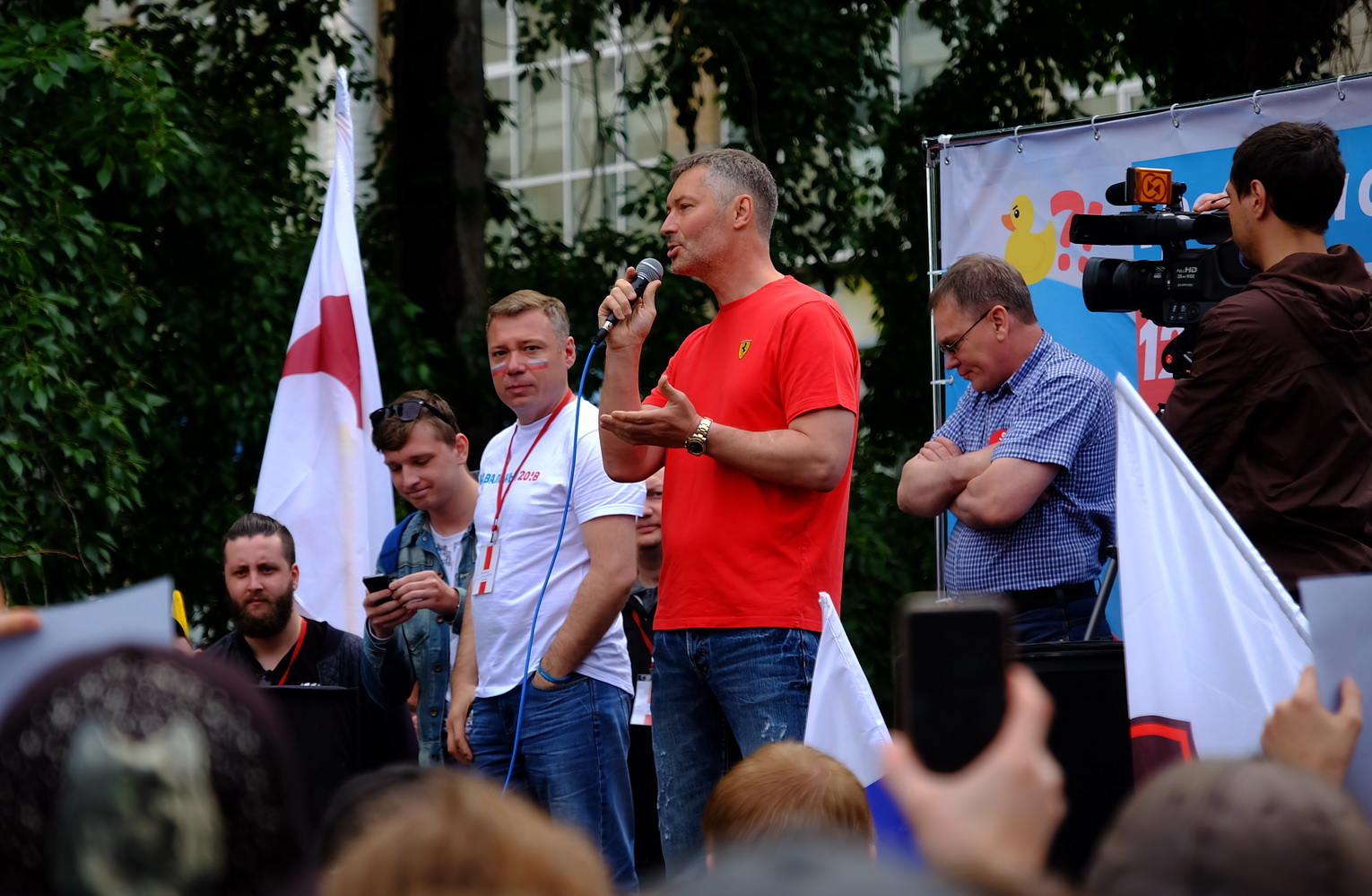
Евгений Ройзман выступает на митинге в Екатеринбурге
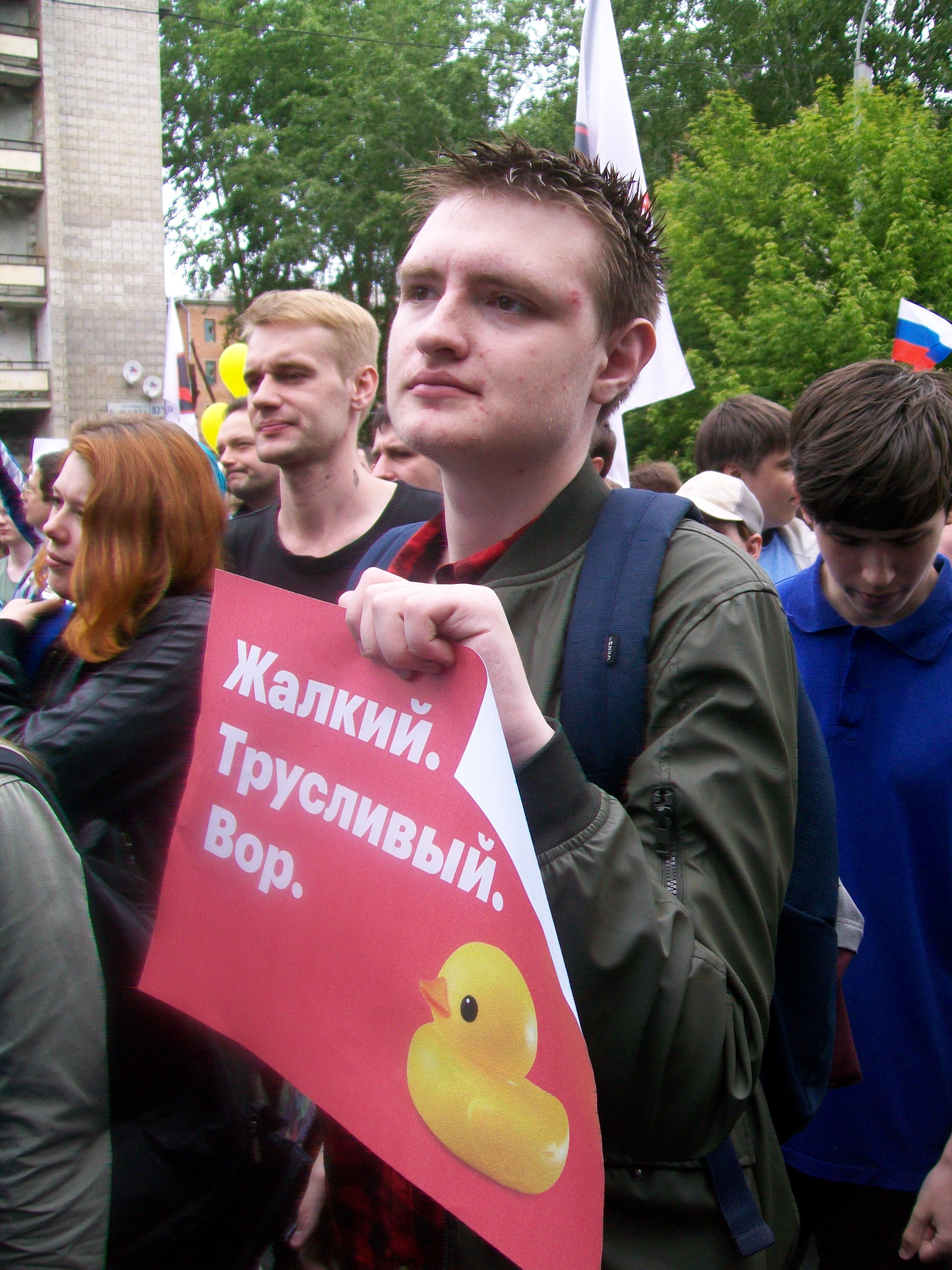
Екатеринбург
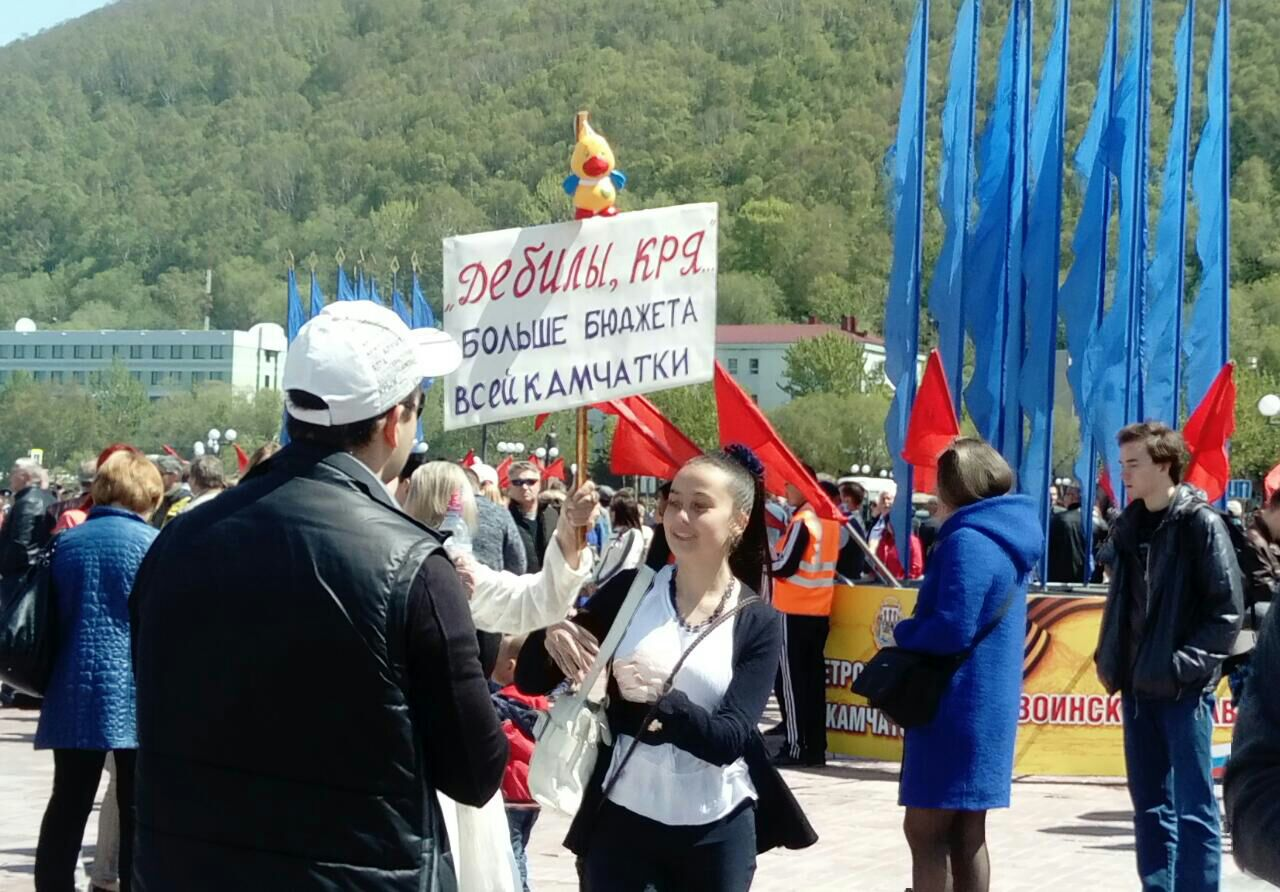
Одиночный пикет в Петропавловске-Камчатском
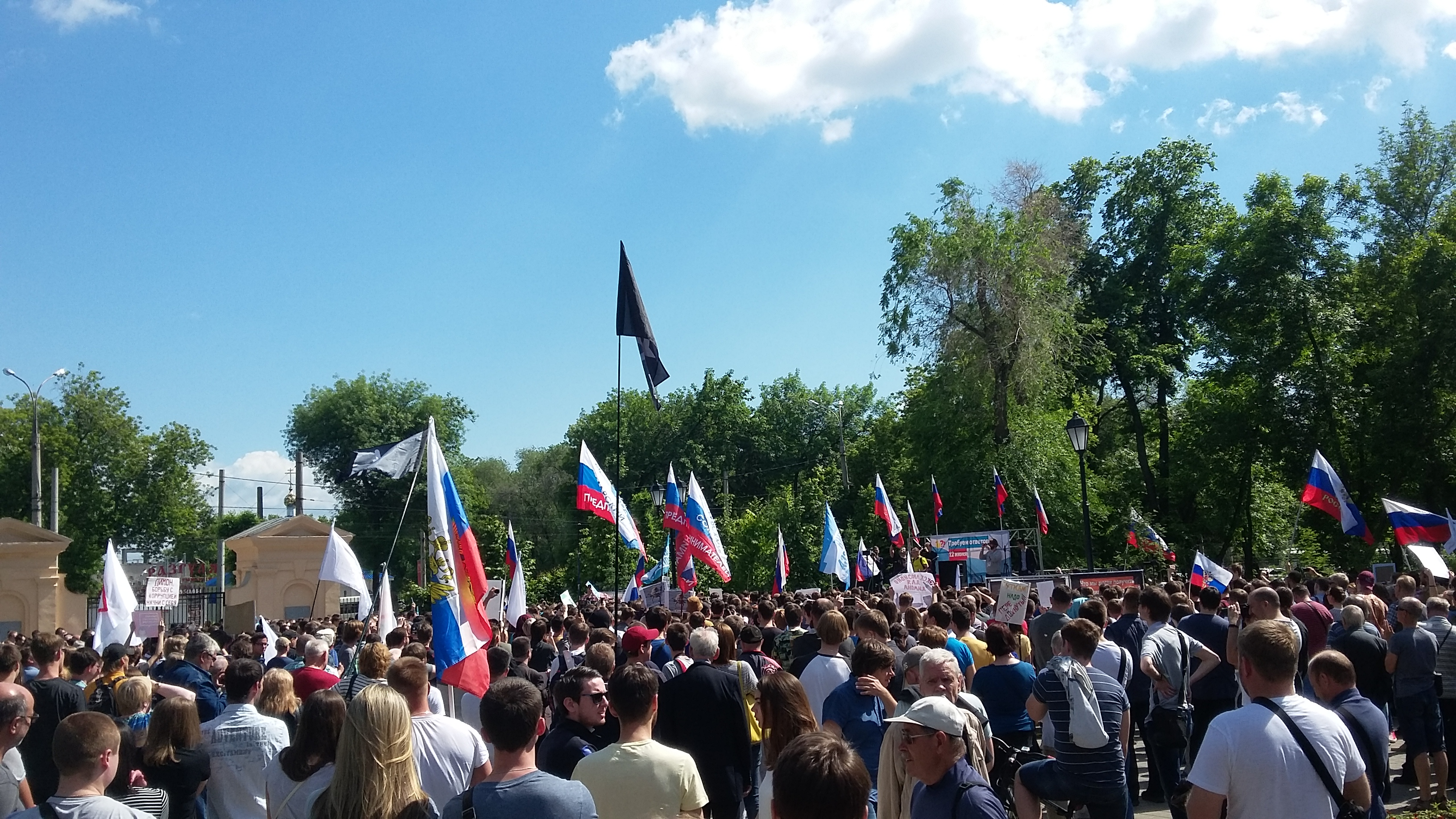
Самара
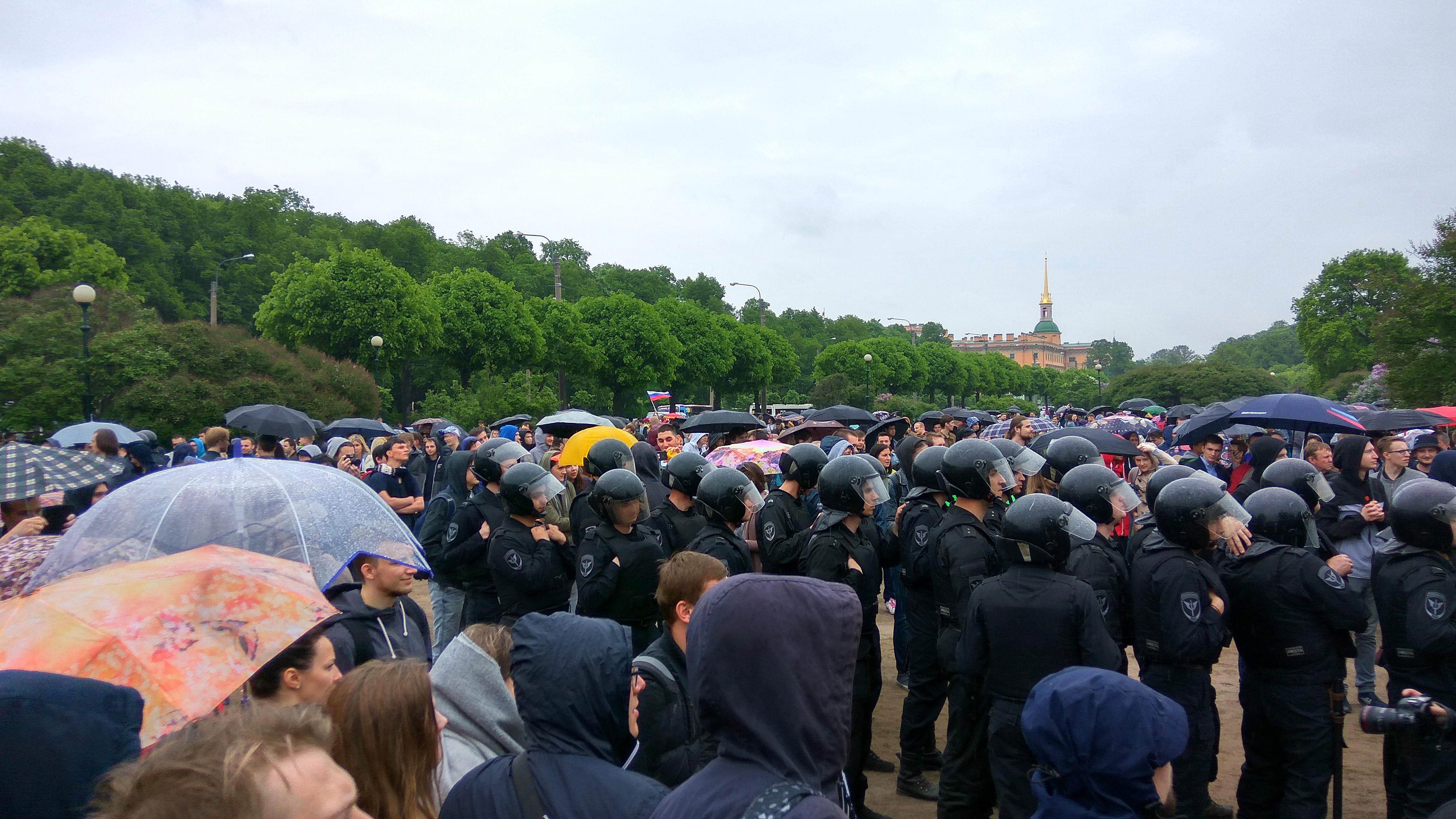
Сотрудники ОМОН на акции в Санкт-Петербурге
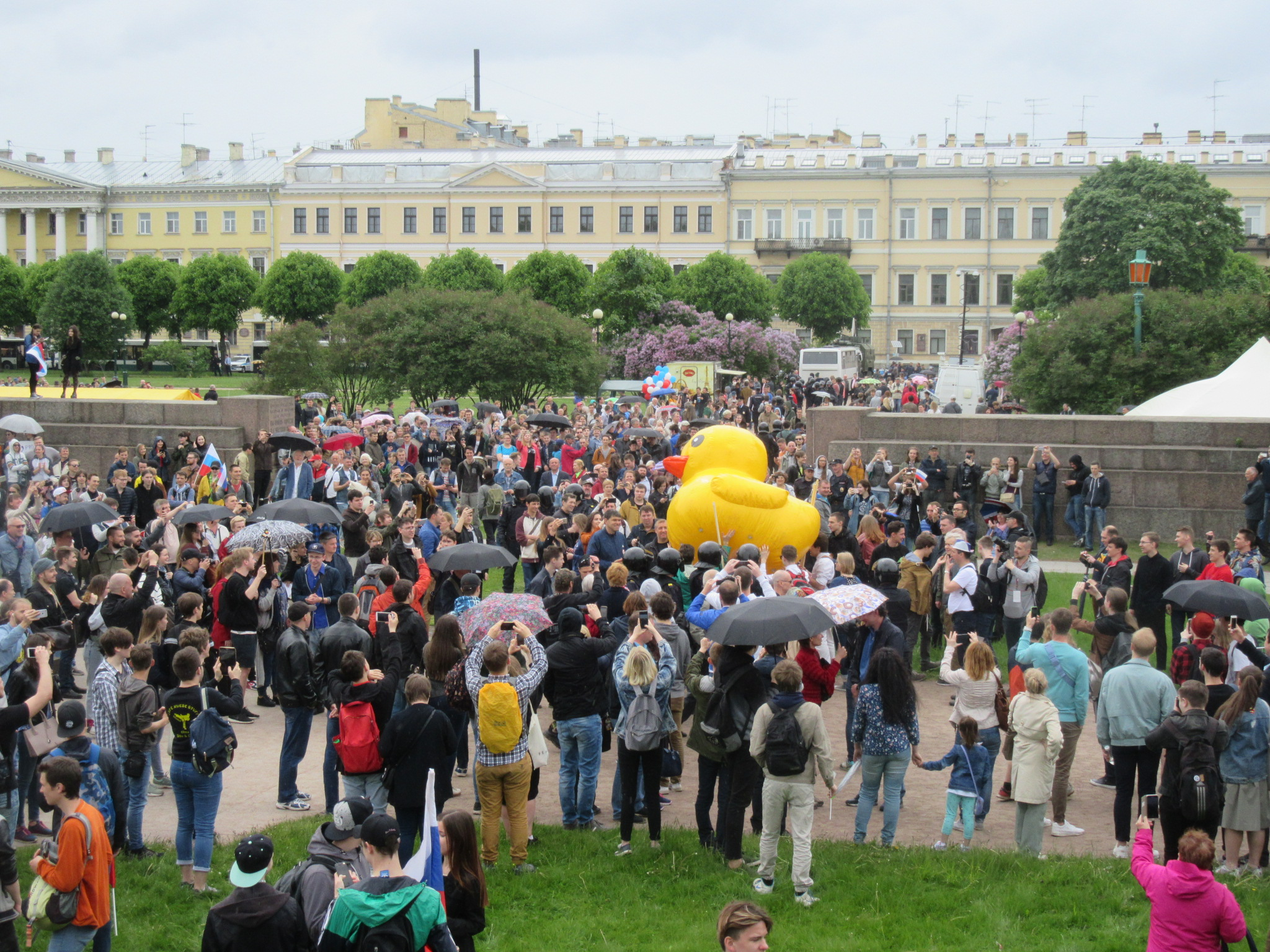
Санкт-Петербург

## Протесты октября 2017
Акции протеста против коррупции в высших эшелонах российской власти прошли 7 октября 2017 года в день 65-летия В. В. Путина в виде митингов, шествий, массовых пикетов и одиночных пикетов в 80 городах России. На митинги пришли 25 000 человек, как и сторонники А. А. Навального, так и его противники. Главными акциями стали митинги в Санкт-Петербурге и в Москве. В Санкт-Петербурге акция началась на Марсовом поле, а в Москве на Тверской улице. Поводом для их проведения стали факты коррупции В. В. Путина и его соратников. Более 290 участников акции были задержаны.

### Призывы выйти на митинг
Призывы выйти на улицы в день рождения президента России В. В. Путина появились на канале YouTube А. А. Навального 4 октября 2017 года — вскоре после того, как суд отправил его и главу его предвыборного штаба Л. М. Волкова под арест на 20 суток за организацию несогласованной акции в Нижнем Новгороде. Свой арест ряд российских политиков однозначно трактуют как «подарок президенту».

### Акции в Москве
В Москве акция началась к 14:00. Многие протестующие собрались на Пушкинской площади, а затем направились по Тверской улице в сторону Манежной площади. Возле здания Государственной думы путь протестующим преградила полиция. Большинство активистов развернулись и направились обратно к Пушкинской площади. Акция продлилась около двух часов. По оценкам МВД России, в ней приняли участие около 700 человек. Сторонники Навального сообщают, что 3000 человек. Задержано два человека, но потом их отпустили из отдела полиции. Некоторые митинговали после окончания акции до поздней ночи на Манежной площади. Трансляция продолжения протестной акции велась в Twitter. Полиция перекрыла Красную площадь и Александровский сад. Около 0:45 правоохранительные органы вытеснили собравшихся на Манежной площади в метро.

### Акция в Санкт-Петербурге
Митинг на Марсовом поле должен был стать главным протестом. Власти не согласовали этот митинг, однако полиция не мешала собираться протестующим. Периодически из динамиков полицейского фургона доносилось: «Если вы искренне думали, что пришли на согласованную акцию, вас обманули. Полиция будет задерживать нарушителей». Правоохранительные органы также предлагали протестующим бесплатно отправиться на фильм «Крым» вместо протеста, наряду с этим проводились даже митинги в поддержку Каталонии. Собравшиеся подняли агитационные материалы А. А. Навального и кричали «Путин — вор» и «Свободу Навальному». Позже протестующие отправились на площадь Восстания. Вскоре на Литейном проспекте начинали массово задерживать митингующих и журналистов. В Санкт-Петербурге задержаны 68 человек, все были отпущены после беседы в отделении.

### Реакция и итоги
Протестную акцию освещал телеканал «Дождь», ведущие подвели итоги протестов. О протестах подробно рассказывал телеканал «Настоящее время». Два часа журналисты освещали митинг в Москве, а затем два часа в прямом эфире вели трансляцию из Санкт-Петербурга. Телеканалы РБК и RTVI ограничились сюжетами в выпусках новостей. Оперативную съемку на сайте делало агентство Meduza, «Новая газета», упомянутый телеканал «Дождь», «Настоящее время», «Медиазона», ОВД-Инфо, RTVI.
А. А. Навальный назвал результаты акций протеста хорошими. Он отметил, что акция была сделана «на скорую руку». По его мнению, власть «продолжает закручивать гайки» — это подтверждают задержания активистов. Некоторые говорят, что акция была плохо организована, Вячеслав Мальцев на эти слова ответил: «А это и хорошо — акция не должна быть хорошо организована, потому что информационный мир устроен так, что как только это становится хорошо организованно, иерархично, то всю организацию арестовывают». В 26 городах России было задержано 290 человек. Большинство отпущены без составления протоколов.
Журналистка Юлия Латынина назвала акции 7 октября «проигранной битвой Навального».
Лига независимых судебных экспертов и Научно-диагностический центр клинической психиатрии проанализировали ряд видео Навального в YouTube, а в частности ролик «Что делать 7 октября». Выводом экспертов стало использование Навальным в своих видео технологий нейролингвистического программирования

### Продолжение акции 8-29 октября
8 октября акция продолжилась в Санкт-Петербурге на Дворцовой площади. К участникам акции 7 октября (в основном молодым людям) присоединились в основном пожилые люди, которые среди участников акции 9 октября составляли большинство. 10 октября к участникам акции присоединились в основном молодые люди, которые составляли большинство участников акции 10 октября.
В Москве на Манежной площади началась акция, полиция задержала 9 человек.

### После акции
22 октября прошёл митинг в Астрахани, на котором освобожденный Навальный встретился с избирателями. На этот раз митинг был согласован с местными властями. Митинг прошёл в парке «Дружба», бывший парк АТРЗ (остановка «Жилгородок») и длился полтора часа. По оценкам полиции, мероприятие посетило порядка 400—450 человек. На этом митинге Навальный огласил тезисы своей президентской предвыборной кампании. Отвечая на вопрос, как он собирается баллотироваться при наличии судимости, Алексей Анатольевич напомнил, что обжаловал решение российских судов в ЕСПЧ, поэтому считает себя вправе участвовать в выборах. Ранее глава ЦИК РФ Элла Памфилова заявила, что Алексей Навальный сможет принять участие в выборах не ранее 2028 года.
Акции протеста под общим названием «Забастовка избирателей» прошли 28 января 2018 года в виде митингов, шествий и одиночных пикетов в более чем 100 городах России. Поводом стал отказ ЦИК в регистрации на выборах Алексея Навального, после которого он анонсировал акцию протеста 28 января, и призывал всех его сторонников не приходить на выборы и агитировать других не принимать в них участие.
Задержано более 350 человек, среди них и сам Алексей Навальный, которого задержали на Тверской улице в Москве.

## Протесты января 2018
Акции протеста под общим названием «Забастовка избирателей» прошли 28 января 2018 года в виде митингов, шествий и одиночных пикетов в более чем 100 городах России. Поводом стал отказ ЦИК в регистрации на выборах Алексея Навального, после которого он анонсировал акцию протеста 28 января, и призывал всех его сторонников не приходить на выборы и агитировать других не принимать в них участие.
24 декабря 2017 года в 20 городах России состоялись собрания инициативных групп по выдвижению Навального кандидатом в президенты. 25 декабря 2017 года ЦИК отказала Навальному в регистрации кандидатом на выборах из-за неснятой и непогашенной судимости по делу «Кировлеса». Верховный суд не удовлетворил жалобы Навального на решение ЦИК. Отказ в регистрации также был подтверждён Апелляционной коллегией Верховного суда. Конституционный суд отказался рассматривать жалобу Навального. Алексей планирует подать иск в Европейский суд по правам человека и обжаловать решение ЦИК.
В связи с этим, 27 декабря 2017 года Алексей Навальный анонсировал на своём сайте и YouTube-канале о начале «Забастовки избирателей», и призвал своих сторонников выйти на улицу и провести протестные акции по всей России 28 января 2018 года, а также не принимать участия в выборах, участвуя только в качестве наблюдателей.

Идти на выборы сейчас — это решать проблемы Путина. Помочь ему превратить переназначение в подобие выборов. Больше в этом нет ни малейшего смысла.
— Навальный пишет на своём сайте
Заявки на проведение акций и шествий были поданы за месяц до начала. По словам Навального, в 80 % городов митинги были согласованы властями. Власти Москвы и Санкт-Петербурга не согласовали митинги в центре города и предложили провести их на окраинах. Это не устроило заявителей, и митинги проходили в центрах этих городов без согласования с властями.

В течение двух недель перед акциями протеста полиция провела обыски в более чем 40 региональных штабах Навального. В качестве повода для обысков полиция называла анонимные сообщения о хранении экстремистской литературы и о ведении незаконной агитации. В ходе обысков полиция изымала агитационные листовки, сообщающие о намеченных акциях, и оргтехнику. В нескольких десятках городов прошли задержания волонтеров Навального.

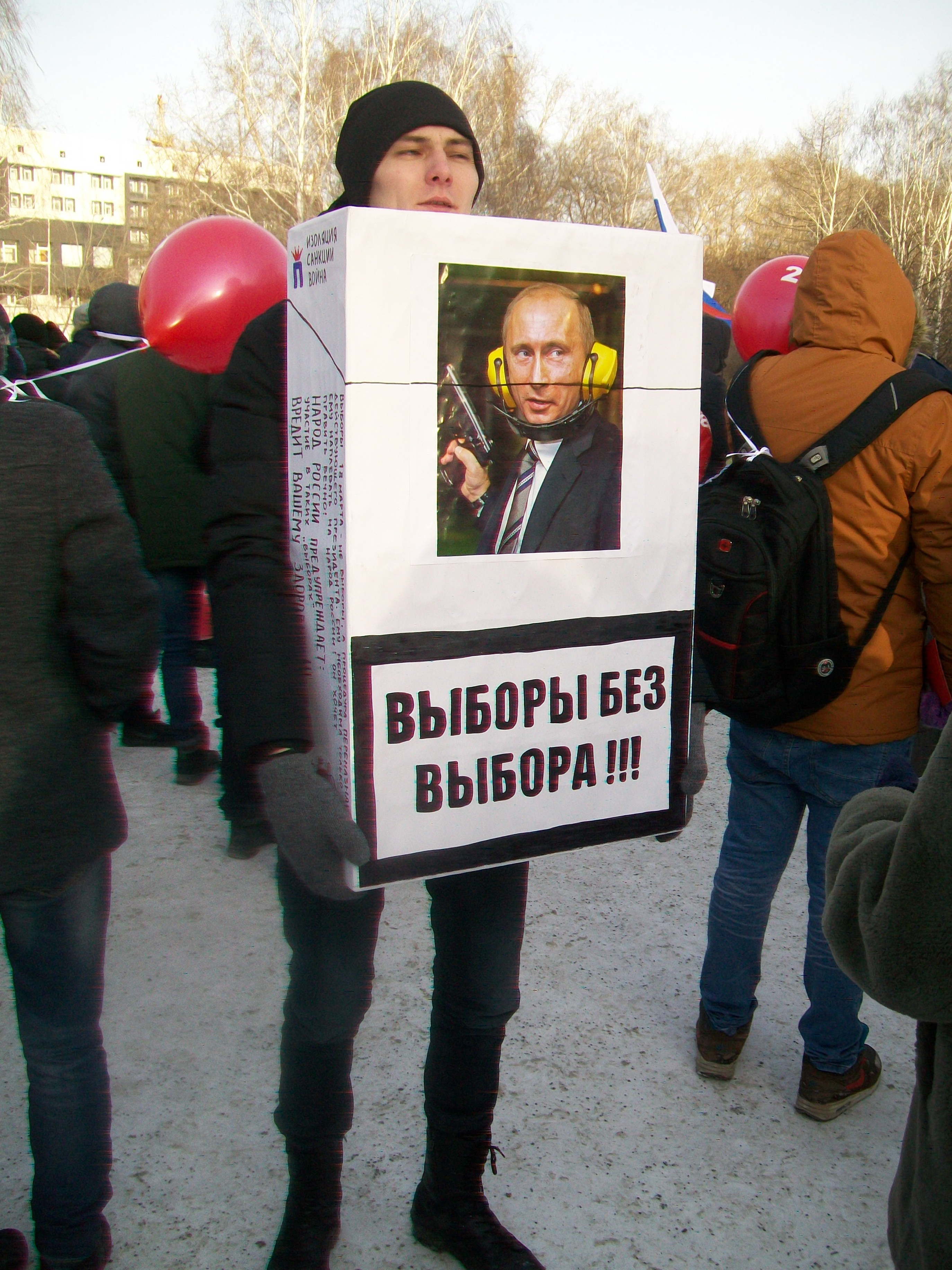
Плакат в виде пачки сигарет на митинге в Екатеринбурге

### Ход акций
Акции прошли в нескольких десятках городов. По словам Навального, они состоялись в 118 городах. Согласно сообщению МВД, согласованные акции прошли в 46 субъектах федерации. В ряде региональных центров оценкой количества участников занимался Совет по правам человека. Согласно различным источникам, МВД оценило количество участников акций в 3500—4500 человек, СПЧ — в 5000. По оценке сторонников Навального, участников было намного больше. The New Times, со ссылкой на очевидцев, сообщил о 4—5 тысячах протестующих в Москве и 2—3 тысячах в Петербурге. В Екатеринбурге в согласованной акции приняли участие и выступили на митинге мэр Евгений Ройзман и глава штаба Навального Леонид Волков. Кандидат в президенты Владимир Жириновский поговорил с несколькими протестующими на Тверской улице в Москве.
Полиция задержала более 250 человек (по данным «ОВД-Инфо», 350 человек), в том числе самого Навального на Тверской площади. Навальный попросил сторонников, шедших рядом с ним, не отбивать его у полиции. Вскоре его отпустили без составления протокола, под обязательство о явке. Большинство задержанных были отпущены через несколько часов.
В день проведения акций полиция взломала двери офиса Фонда борьбы с коррупцией и московского штаба Навального в поиске источника прямой трансляции и задержала ряд сотрудников, включая ведущих новостей на канале «Навальный Live», освещавших акции протеста. Несмотря на это, прямая трансляция освещения акций протеста на YouTube продолжалась весь день. Ведущие прямой трансляции были задержаны 30 января в аэропорту Шереметьево.

### Суды над активистами
29 января ведущий новостей на канале Навальный Live Дмитрий Низовцев был арестован на 10 суток, его напарница Елена Малаховская была оштрафована на 1000 рублей. 31 января 2018 года суды приговорили координатора петербургского штаба Навального Дениса Михайлова к 30 сутками ареста, а ведущих прямой трансляции Киру Ярмыш и Руслана Шаведдинова — к 5 и 8 суткам ареста, соответственно. Всего к 31 января в разных городах 21 человек был приговорён к аресту на срок от 1 до 30 суток, а 99 человек оштрафованы на суммы от 500 до 150 тысяч рублей. 20 февраля к 10 суткам ареста из-за ретвита с призывом участвовать в акции был приговорён директор ФБК Роман Рубанов. 22 февраля к 30 суткам ареста за твиты 22 и 28 января был приговорён глава штаба Навального Леонид Волков. 22 февраля к штрафу в 150 000 рублей был приговорён координатор смоленского штаба Навального.

### Освещение в СМИ
Журналисты «Би-би-си» и Deutsche Welle отметили, что федеральные российские телеканалы «ничего не рассказали об акции Навального».

### Мнения и оценки

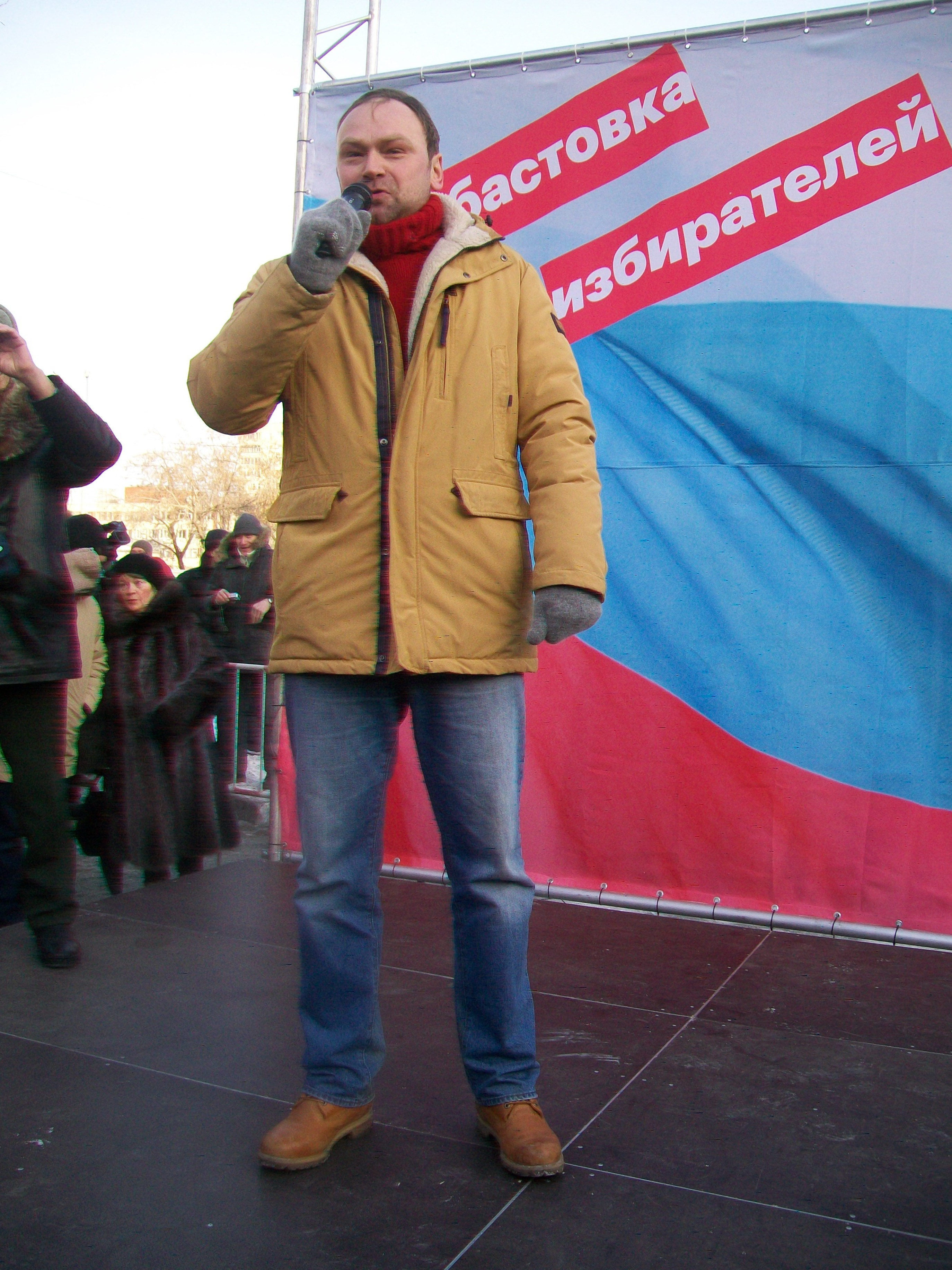
Федор Крашенинников на «забастовке избирателей» в Екатеринбурге

Наблюдатели отметили меньшее количество участников акций по сравнению с предыдущими протестами. По мнению политолога Аббаса Галлямова, в этом смысле воскресные митинги успешными назвать нельзя. Меньшим, чем ранее, оказалось и количество задержанных. По мнению руководителя мониторинговой группы проекта «ОВД-Инфо» Григория Дурново, власти предпочли отказаться от стратегии массовых задержаний и использовать превентивные меры, заранее задерживая организаторов митингов и руководителей штабов Навального и пытаясь, таким образом, «обезглавить протест».
Член высшего совета «Единой России» политолог Дмитрий Орлов заявил, что протестные митинги не достигли каких-либо значимых результатов, а «Навальный вытеснен на периферию политического поля и его повестка стала периферийной».
Политолог Фёдор Крашенинников отметил, что Навальному удалось повысить медийность акции с помощью вещания из секретной студии канала «Навальный Live», недоступной для полиции. Удачными с медийной точки зрения он назвал трансляцию разгрома офиса ФБК и появление Навального на Тверской, где он был задержан полицией под объективами множества камер, в прямом эфире. По словам редакции Financial Times, этими фактами Навальный дважды показал нос властям.

## Протесты мая 2018 года

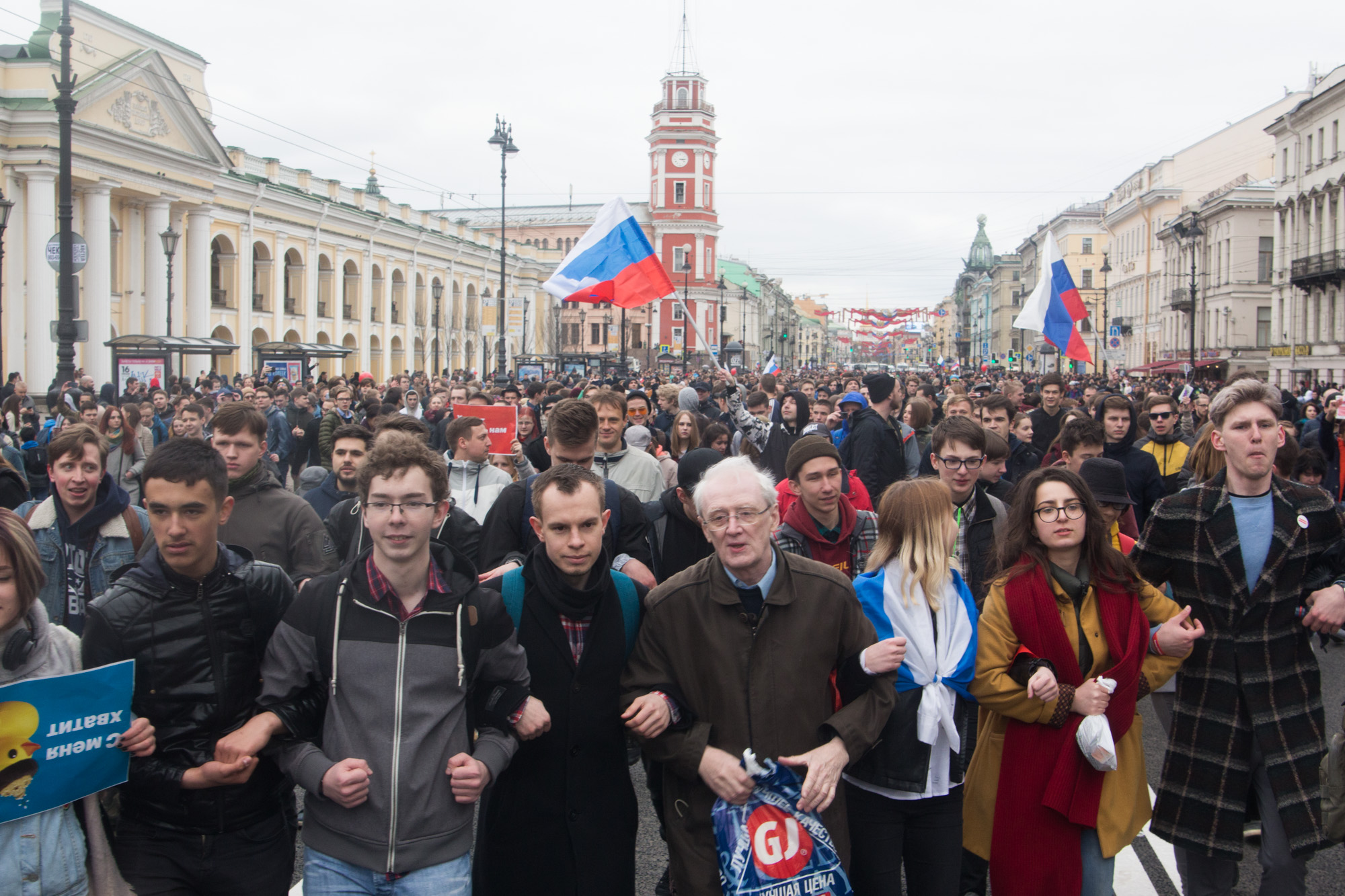
Протестная акция «Он нам не царь» в Санкт-Петербурге

«Он нам не царь» — всероссийская акция протеста, состоявшаяся 5 мая 2018 года. Акция была организована оппозиционным политиком Алексеем Навальным. По утверждению Навального, акция была вдохновлена успехом Армянской революции.
В Москве, Санкт-Петербурге и ряде других городов отмечены грубые действия полиции, участники акции жаловались на избиения резиновыми дубинками и аресты. Всего по стране число задержанных участников составило около 1600 человек. На фотографиях были зафиксированы случаи задержания несовершеннолетних участников акции.
В Москве в нападениях на митингующих отмечены представители Центрального казачьего войска. Заместитель прокурора по городу Москве Андрей Цыганов в ответ на запрос депутата Госдумы от КПРФ Валерия Рашкина сообщил, что Прокуратура Москвы проверит сообщения о нарушениях закона людьми в казачьей форме, которые избивали протестующих.
В Санкт-Петербурге протестующие перекрыли Невский проспект и прошли шествием по улице, ломая полицейские заграждения и строя баррикады. В Москве митингующие блокировали движение по Страстному бульвару.

### Освещение событий
Российские телеканалы НТВ и Первый канал в большинстве молчали о протестах.

### Реакция и итоги
Европейская служба внешних связей и Государственный департамент США осудили массовые задержания протестующих и журналистов и призвали к их немедленному освобождению.
Директор Международного института новейших государств Алексей Мартынов охарактеризовал митинг как «не имеющий практически никакого отношения к реальным проблемам, которые заботят людей». Председатель правления Фонда развития гражданского общества Константин Костин заявил, что по окончании митинга Навальный не достиг политических целей, но привлёк к акции внимание СМИ. Первый вице-президент Центра моделирования стратегического развития Григорий Трофимчук описал акцию как «традиционный, шаблонный формат для Навального». Общественный деятель Александр Хаминский связал отказ провести разрешённую акцию на проспекте академика Сахарова в Москве с тем, что на Тверской улице будет больше случайных зрителей и прохожих. Директор института политической социологии Вячеслав Смирнов назвал акцию «Он нам не царь» попыткой исправить имидж после президентской кампании Ксении Собчак. Депутат Госдумы и член «Единой России» Евгений Федоров назвал митинг «провокацией Навального»
Политолог Глеб Павловский сравнил нападение казаков на участников акции с «титушками» во время Евромайдана на Украине.

### Суды над активистами

#### Дела об административных правонарушениях
По данным телеканала «Дождь», в общей сложности задержанные получили не менее 300 суток ареста и более 1,3 млн руб штрафов. Алексей Навальный был приговорён к 30 суткам ареста.

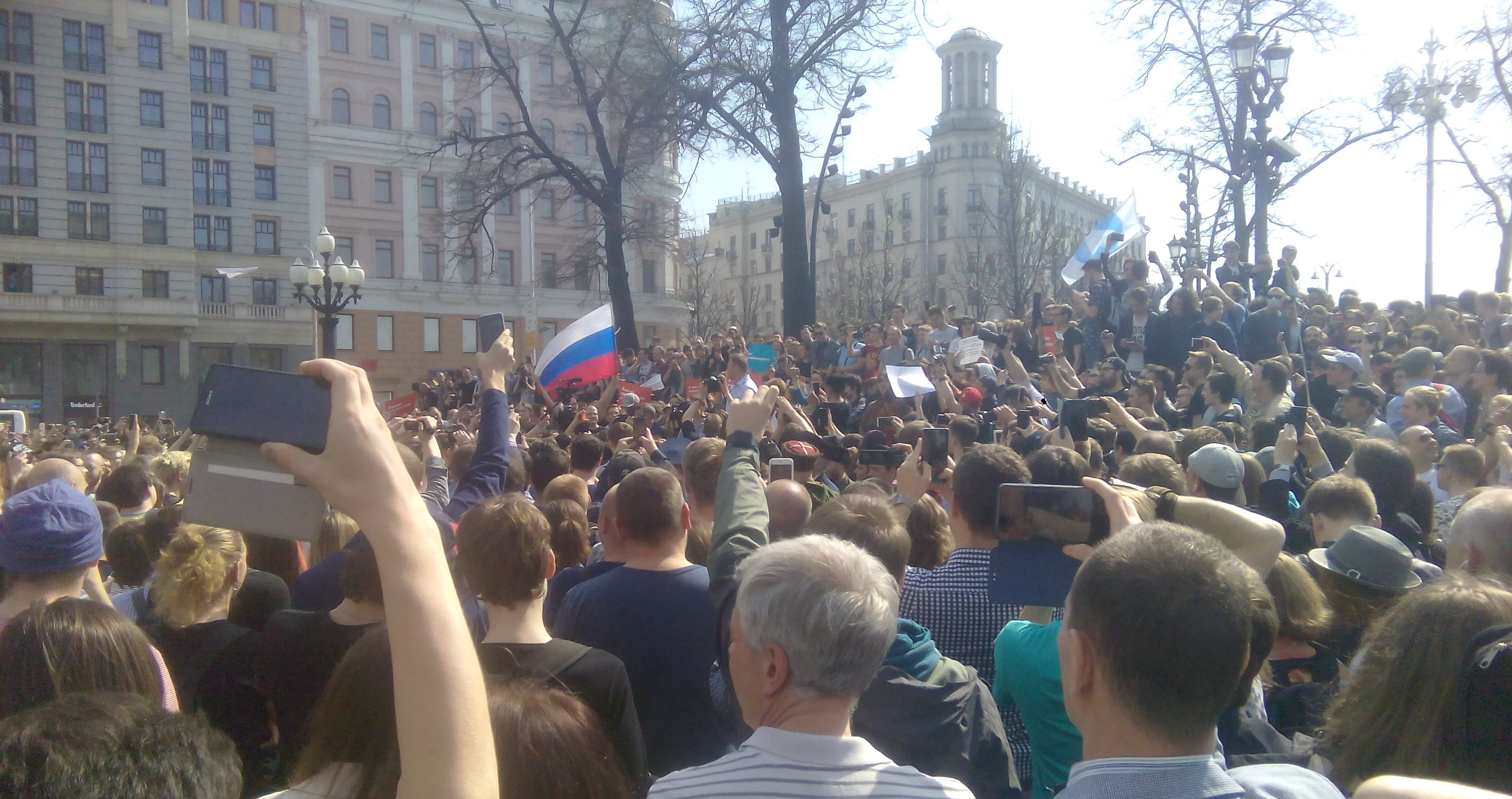
Алексей Навальный выступает на Пушкинской площади

14 декабря 2018 прокуратура Петербурга подала иск к координатору местного штаба Навального Денису Михайлову и пресс-секретарю движения «Весна» Богдану Литвину о возмещении ущерба, якобы нанесённого городу участниками митинга 5 мая. Прокуратура оценила ущерб зелёным насаждениям города в 10 млн 953 тысячи рублей (что примерно равно годовым расходам на озеленение трёх центральных районов города, которые составляют 12 млн руб.). 21 декабря банковские счета Михайлова были заблокированы в качестве обеспечительной меры по иску. 5 февраля 2019 года Фрунзенский районный суд Санкт-Петербурга обязал Михайлова и Литвина выплатить 7 млн 300 тыс. рублей для возмещения нанесённого ущерба.
Активисты объявили сбор денег на оплату штрафа. Их инициативу поддержал Михаил Ходорковский, который обратился с соответствующей просьбой к своим читателям. По словам олигарха, он сам испытывает проблемы с деньгами, поэтому для него это «немаленькие деньги».

### Уголовные дела
В отношении одного из оштрафованных за участие в акции «Он нам не царь» Михаила Цакунова было возбуждено уголовное дело по обвинению в применении опасного для жизни насилия в отношении полицейского. Цакунов провел в СИЗО 11 месяцев и был приговорен к штрафу в размере 100 тысяч рублей, но в сентябре 2019 года Санкт-Петербургский городской суд полностью оправдал Цакунова. В июне 2020 года Тверской районный суд Москвы присудил Цакунову компенсацию в 750 тыс. рублей.

### Иски со стороны активистов
1 июня 2018 была подана первая жалоба в ЕСПЧ на действия властей. По словам адвоката «Международной Агоры» Алексея Глухова, всего может быть подано около 300 жалоб. 21 июля 2022 года ЕСПЧ вынес решение по жалобе одного из привлеченных за митинг 12 июня 2017 года в Москве: признал, что в отношении активиста имели место незаконное лишение свободы (нарушение статьи 5 Европейской конвенции) и на судебном заседании не было прокурора (нарушение статьи 6 Европейской конвенции). В связи с этим ЕСПЧ назначил участнику митинга компенсацию в размере 3900 евро. Однако Генеральная прокуратура Российской Федерации компенсацию платить отказалась, указав, что по федеральному закону в России не исполняются постановления ЕСПЧ, вступившие в законную силу после 15 марта 2022 года.
В декабре 2018 года правозащитная организация «Зона права» направила заявление генпрокурору Чайке в связи с тем, что следственные органы не возбудили ни одного дела по 15 заявлениям, находившимся в производстве у «Зоны права», о насилии со стороны полиции и казаков на митингах в мае и сентябре.

## Комментарии
1. ↑  Светлана Айвазова, Лев Амбиндер, Александр Верховский, Елена Масюк, Николай Сванидзе, Леонид Никитинский, Анита Соболева, Игорь Каляпин, Сергей Кривенко, Элла Полякова, Леонид Парфёнов, Станислав Кучер, Максим Шевченко, Андрей Юров, Ирина Хакамада, Илья Шаблинский, Лилия Шибанова, Людмила Алексеева, Евгений Ясин, Сергей Цыпленков
2. ↑  Позднее разрешение было отозвано местными властями под предлогом ремонта водопровода
3. ↑  Иск был подан в Ленинский районный суд организаторами мероприятия — Максимом Мироновым, Ильёй Бояриновым и Дмитрием Бабановы, которые являются выпускниками ИГЭУ и ранее не были замечены в местной политической деятельности — Организаторов митинга против коррупции в Иванове обвинили в провокации Архивная копия от 4 января 2018 на Wayback Machine // Ivanovo News, 16.03.2017; Инициаторы «митинга против коррупции» в Иванове обратились в суд, обжалуя действия мэрии Архивная копия от 3 октября 2017 на Wayback Machine // Ivanovo News, 24.03.2017; Митинг против коррупции, инициированный Навальным, в Иванове организовывают не известные в политике люди Архивная копия от 2 января 2019 на Wayback Machine // В частности, 16.03.2017
4. ↑  Белгородские власти отказались согласовать митинг в парке Победы. Вместо него в это время там должен был пройти карильонный концерт. Правда, вскоре выяснилось, что белгородский органист Тимур Халиуллин в это время будет на гастролях в Германии. В итоге карильон звучал без музыканта — в записи.
5. ↑  Дело рассматривалось с подачи Елены Мизулиной, Вадима Соловьёва и Эдуарда Лимонова (Савенко)
6. ↑  «По оценкам редакции, в 14:00 к фонтану Центрального парка города Владимира пришло примерно 500 человек. Это место определено по закону как „гайд-парк“ — локация, где можно собираться без всякого уведомления властей.» — Сергей Головинов Он им не Димон Архивная копия от 13 декабря 2018 на Wayback Machine // Зебра-ТВ, 26.03.2017
7. ↑  «Напомним, администрация Гатчинского района сначала разрешила акцию протеста, но через два дня опомнилась и отправила 23 марта организаторам уведомление об отказе. В соответствии с законом, чиновники должны были сделать это за пять дней, то есть, 21 марта, поэтому организаторы считают акцию протеста законной.» — Семерых активистов отвели в полицию с митинга против Медведева в Гатчине Архивная копия от 28 октября 2020 на Wayback Machine // 47 новостей (47 news), 26.03.2017
8. ↑  «Статус казанского митинга усилиями местной власти оказался непростым для понимания. Вначале исполком Казани отказал организатору Эльвире Дмитриевой в согласовании этой акции на всех предложенных ею площадках, заявив, что все они заняты. Затем Вахитовский райсуд признал незаконным бездействие исполкома Казани, „выразившееся в уклонении от предложения организатору об изменении места и времени проведения мероприятия“. […] А исполком Казани распространил заявление о том, что как бы там ни считали все суды России, а митинг оппозиции — незаконный…» — Мария Юдкевич. Митинг по призыву Навального в Казани собрал полторы тысячи человек. Вечерняя Казань (27 марта 2017). Дата обращения: 27 марта 2017. Архивировано 27 марта 2017 года.
9. ↑  «Калужане стояли молча, в руках у них не было ни плакатов, ни транспарантов. […] Как нам рассказали в полиции, акция прошла без эксцессов. Стражи порядка не расценили её как несанкционированный митинг.» — Елена Французова Молчаливый протест: около 300 калужан вышло на акцию против коррупции Архивная копия от 28 марта 2017 на Wayback Machine // «Комсомольская правда-Калуга», 27.03.2017
10. ↑  «Ранее в проведении митинга в центре было отказано, поэтому решено было собраться в единственном разрешённом для акций без уведомления месте» — Красноярцы массово вышли на митинг против коррупции Архивная копия от 3 августа 2020 на Wayback Machine // 7 канал Красноярск, 27.03.2017; «Напомним, изначально в Красноярске митинг хотели устроить на площади Революции, но чиновники отказали без предложения альтернативной площадки, за что организаторы подали на администрацию в суд. Однако суд в иске отказал. Затем митинг собирались провести на Красной площади, но в мэрии сказали, что это невозможно, так как все выходные площади и парки будут убирать. В итоге мероприятие решили провести в сквере Космонавтов, который считается „гайд-парком“, и где можно устраивать акции без разрешения властей.» — Алёна Аракчеева. Больше тысячи красноярцев вышли на митинг «Он нам не Димон». Проспект мира. Дата обращения: 27 марта 2017. Архивировано 28 марта 2017 года.
11. ↑  «В Липецке организаторы акции подали в мэрию уведомление о проведении митинга, но им отказали. В городской администрации указали на нарушение сроков подачи заявления. Тогда активисты объединились в соцсетях и предложили провести совместную прогулку от Верхнего парка до площади Петра Великого без лозунгов и плакатов с целью познакомиться лично и пообщаться друг с другом.» — Мария Полякова. В Липецке «прогулка» против коррупции обошлась без задержаний. Комсомольская правда-Липецк. Дата обращения: 27 марта 2017. Архивировано 28 марта 2017 года.; «Как сообщили сами участники „акции“, администрация отказала им в митинге из-за технических накладок с документами, поэтому они просто вышли постоять у памятника.» —Мария Полякова. Одиночный пикет и молчаливый «митинг» против коррупции в Липецке прошли мирно. Комсомольская правда-Липецк (26 марта 2017). Дата обращения: 30 марта 2017. Архивировано 31 марта 2017 года.
12. ↑  «В месте проведения несогласованного публичного мероприятия на Тверской улице города Москвы и на прилегающих территориях находятся порядка 7000-8000 человек», — сообщил в 15.25 мск сайт ГУ МВД Москвы. […] С точки зрения организаторов, акция законна и автоматически согласована, поскольку мэрия отказалась согласовать её проведение по заявленному адресу, но не предложила альтернатив в установленный законом срок. Власти считают, что акция на Тверской незаконна, так как не была согласована." — Дарья Коржова, Михаил Оверченко, Наталья Райбман, Елена Мухаметшина Акция против коррупции в Москве: более 850 задержанных Архивная копия от 22 ноября 2018 на Wayback Machine // Ведомости, 26.03.2017
13. ↑  «Площадка, на которой собрались мурманчане, является местом свободным для различных публичных мероприятий. То есть, проводить пикеты, митинги и прочие акции здесь можно без подачи заявления в администрацию города.» —
Безопасность антикоррупционной акции в Мурманске обеспечивали 46 полицейских и дружинников. Информационное агентство «Би-порт». Дата обращения: 27 марта 2017. Архивировано 27 марта 2017 года.
14. ↑  «В Омске митинг „Он нам не Димон“ прошёл в центре города на Театральной площади в режиме „Гайд-парка“, поскольку площадку для мероприятия городские власти не предоставили.» — На митинг против коррупции в Омске вышло больше двух тысяч человек — Открытая Россия. Открытая Россия. Дата обращения: 27 марта 2017. Архивировано 28 марта 2017 года.
15. ↑  «Без специального согласования можно было выходить к зданию гостиницы „Урал“. Эту локацию и заполнили люди с транспарантами и уточками» — Хроника митинга протеста в Орске. сайт prooren.ru. Дата обращения: 27 марта 2017. Архивировано 30 марта 2017 года.
16. ↑  «к делу подключился активист Сергей Ш., подавший уведомление „о проведении публичного мероприятия в форме пикетирования“ […] работники администрации округа нашли в документе некоторые неточности и отказали в согласовании. Но Сергей не унимался и разместил „ВКонтакте“ приглашение на „совместную прогулку“ 26 марта, в 14.00, от ТЦ „Боше“ до площади Победы.» — Лариса Чащина В Старом Осколе на несогласованную протестную акцию вышли около 50 человек Архивная копия от 30 сентября 2020 на Wayback Machine // Новости Оскола, 30.03.2017
17. ↑  «Первоначально организаторы подавали заявку на митинг, а затем на пикет — однако городские власти не согласовали акцию. В частности, в одной из причин отказа указывалось проведение на площади Орджоникидзе мероприятия „Весна красна“. В итоге было решено провести „прогулку“ — шествие без транспарантов и лозунгов от площади Ленина до площади Орджоникидзе.» — Якутск присоединился к всероссийской антикоррупционной акции протеста Архивная копия от 6 февраля 2021 на Wayback Machine // yakutsk.ru, 26.03.2017
18. ↑  Координатор правовой помощи международного историко-просветительского, правозащитного и благотворительного общества «Мемориал» и сотрудница правозащитного медиа-проекта «ОВД-Инфо»
19. ↑  Светлана Айвазова, Лев Амбиндер, Александр Верховский, Елена Масюк, Николай Сванидзе, Леонид Никитинский, Анита Соболева, Игорь Каляпин, Сергей Кривенко, Элла Полякова, Леонид Парфёнов, Станислав Кучер, Максим Шевченко, Андрей Юров, Ирина Хакамада, Илья Шаблинский, Лилия Шибанова, Людмила Алексеева, Евгений Ясин, Сергей Цыпленков
20. ↑  Кандидат социологических наук, заместитель директора Центра современной философии и социальных наук философского факультета МГУ имени М. В. Ломоносова
21. ↑  Исследование проводилось по методике «большие данные» для анализа трендов. В качестве исходных данных было взято среднее арифметическое между данными МВД и оценками самих организаторов общественных акций
22. ↑  Проводился до начала акций, в режиме личного интервью[англ.] в 100 населённых пунктах России и охватил 1500 респондентов старше 18 лет
23. ↑  Кандидат исторических наук, ведущий научный сотрудник Института социологии РАН, ведущий аналитик Фонда «Общественное мнение» (ФОМ)
24. ↑  Эксперт и руководитель отдела развития Левада-центра
25. ↑  заместитель директора Национального института развития современной идеологии
26. ↑  Опрос проведён 31 марта — 3 апреля 2017 года по репрезентативной всероссийской выборке городского и сельского населения среди 1600 человек в возрасте 18 лет и старше в 137 населённых пунктах 48 регионов страны. Исследование проводится на дому у респондента методом личного интервью. Распределение ответов приводится в процентах от общего числа опрошенных вместе с данными предыдущих опросов.
27. ↑  Опрос проведён 31 марта — 3 апреля 2017 года по репрезентативной всероссийской выборке городского и сельского населения среди 1600 человек в возрасте 18 лет и старше в 137 населённых пунктах 48 регионов страны. Исследование проводится на дому у респондента методом личного интервью. Распределение ответов приводится в процентах от общего числа опрошенных вместе с данными предыдущих опросов.
28. ↑  Опрос в виде интервью по месту жительства проводился 2 апреля 2017 года в рамках «ФОМнибус» среди граждан РФ в возрасте от 18 лет и старше, и охватил 1500 респондентов в 104 населённых пунктах 53 субъектов РФ. Статистическая погрешность не превышает 3,6 %.
29. ↑  Опрос проведен 23 — 26 июня 2017 года по репрезентативной всероссийской выборке городского и сельского населения среди 1600 человек в возрасте 18 лет и старше в 137 населенных пунктах 48 регионов страны. Исследование проводится на дому у респондента методом личного интервью. Распределение ответов приводится в процентах от общего числа опрошенных вместе с данными предыдущих опросов.